# Psathyrella
Psathyrella (Elias Magnus Fries, 1838 ex Lucien Quélet, 1872), din încrengătura Basidiomycota, ordinul Agaricales, în familia Psathyrellaceae, este un gen de ciuperci saprofite destul de mare cu, conform NCBI, 272 de specii, în Europa mult mai puține. Ele sunt preponderent necomestibile. Tip de specie este Psathyrella gracilis sin. Psathyrella corrugis.

## Taxonomie

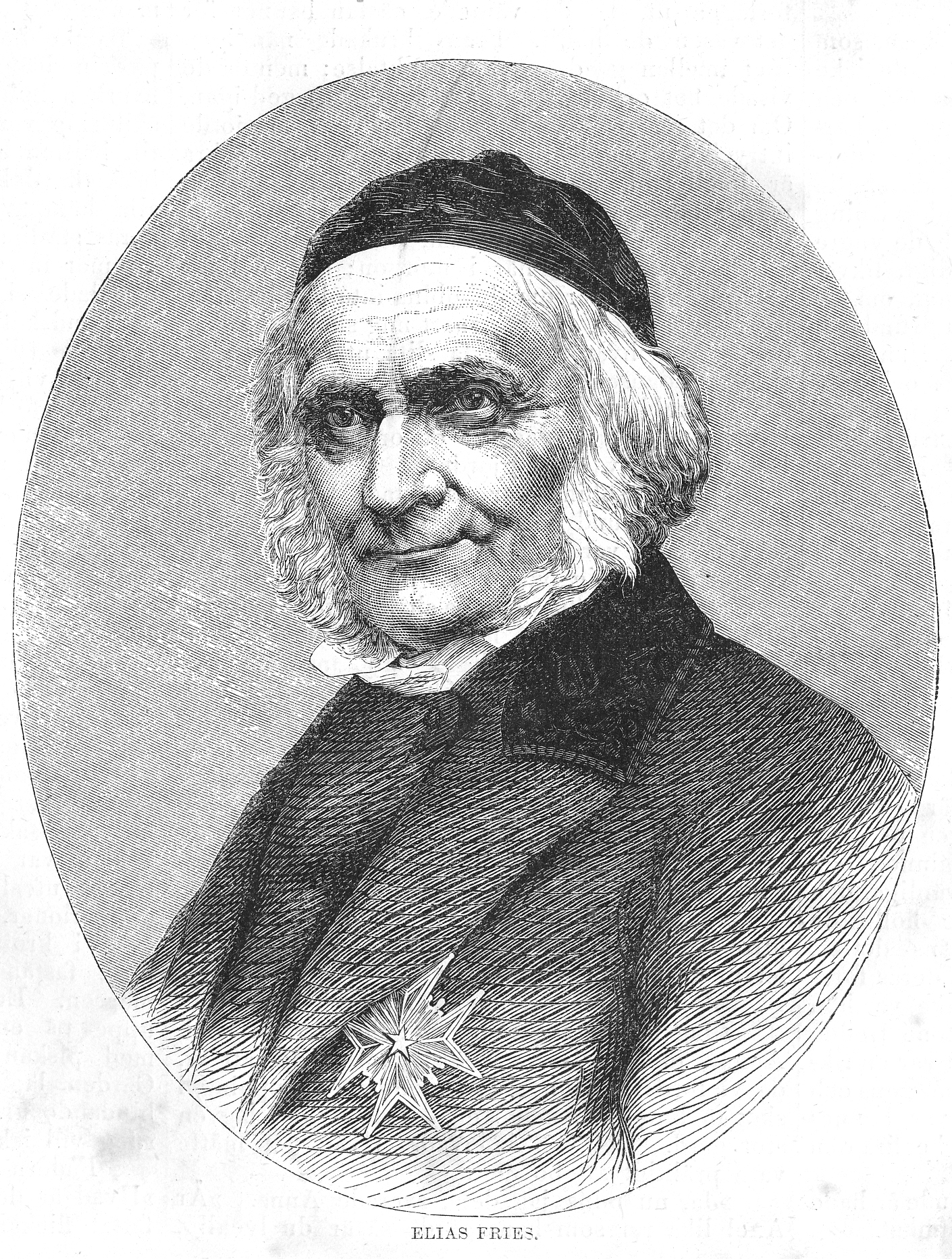
Elias Magnus Fries

Numele binomial a fost determinat de savantul suedez (Elias Magnus Fries drept Agaricus tr. [tribul] Psathyrella, de verificat în cartea sa Epicrisis systematis mycologici, seu synopsis hymenomycetum din 1838.
Micologul francez Lucien Quélet la ridicat apoi la nivelul de gen sub taxonul valabil actual (2020) în publicația sa Mémoires de la Société d'Émulation de Montbéliard din 1872. Toate celelalte încercări de redenumire nu sunt folosite.
Cu acest gen s-au preocupat intensiv mai muți micologi renumiți, astfel de exemplu Robert Kühner, Meinhard Michael Moser, Lucien Quélet, Charles Horton Peck, Adalbert Ricken și Henri Romagnesi.
Numele generic este format din  diminutivul cuvântului grecesc antic (greacă veche ψαθυρος=friabil), datorită consistenței cârnii buretelui.

## Habitat
Speciile genului se dezvoltă, prin grădini, pășuni și pajiști, pe sau lângă cioturi, bușteni, lemn mort, adesea îngropat în pământ, dar și pe mulci sau prin dunele de nisip, favorizând locuri umede și crescând nu rar în mănunchiuri. Timpul apariției este, depinde de soi, din primăvară până în toamna târzie.
Psathyrella aquatica este primul tip de ciuperci cu lamele cunoscut științei care fructifică sub apă.

## Morfologie

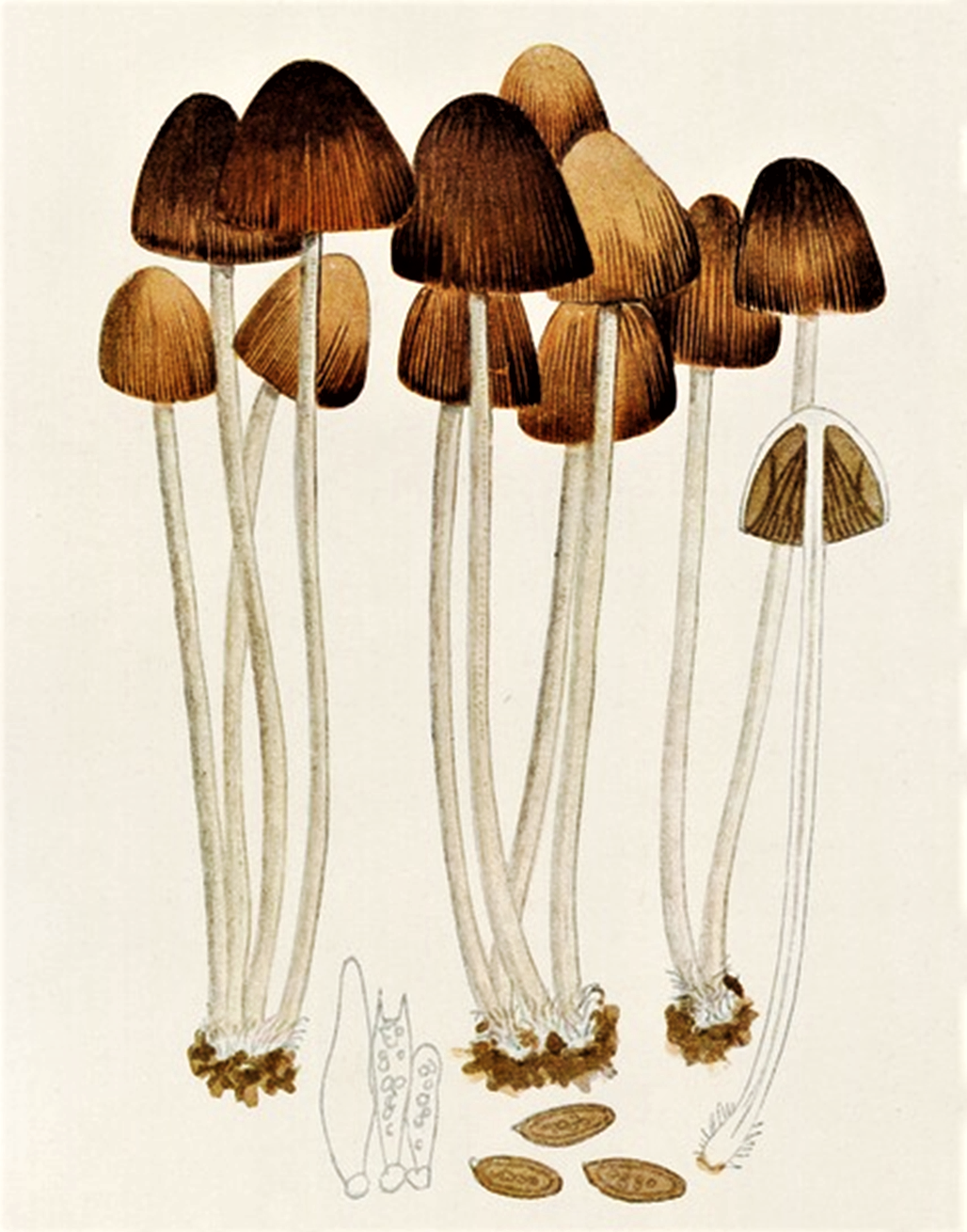
Bres.: Psathyrella subatrata

- Pălăria: inițial în formă de clopot, ulterior aplatizată cu marginea răsucită în sus, uneori striată și/sau acoperită cu mici fulgi/solzișori, dar niciodată ondulată, este preponderent higrofană și poate fi de un maro translucid sau ocru în stare umedă, dar albicios pe timp uscat. Coloritul este în tinerețe adesea mai viu decât mai târziu, indiferent de higrofanitate. Pentru identificare ajută de asemenea prezența resturilor de văl parțial care însă este vizibil doar la exemplare foarte tinere.
- Lamelele: sunt sinuate, dense și subțiri, libere sau slab aderate la picior, inițial albe până la ocru deschis, devenind mai târziu, peste roz, închis brune până negre, fiind întotdeauna nepătate.
- Piciorul: este amenajat mereu în mijlocul pălăriei, fiind obișnuit în proporție subțire dar destul de lung și gol pe dinăuntru. Coloritul este albicios sau asemănător celui al pălăriei, câteodată brumat. Unele specii poartă un inel mai mult sau mai puțin trecător, rest al vălului parțial.
- Carnea: toate speciile sunt neobișnuit de firave, fragede și fragile și atât pălăria cât și tulpina se rupă cu foarte puțin efort. Spre deosebire de majoritatea soiurilor ale ordinului, pălăriile speciilor acestui gen se pot împărții ușor în bucăți de formă triunghiulară. Corpul fructifer nu se dizolvă (asemănând atunci cu cerneala), la maturitate. Sunt de miros slab de ciuperci sau fructuos, dar în majoritate imperceptibil și fără un gust specific.
- Caracteristici microscopice: dezvoltă spori destul de mici, cu o suprafață netedă și un por de germen bine vizibil. Imprimeul sporilor este de culoare închisă, preponderent neagră. Pigmentul din pereții lor se înroșește în acid sulfuric concentrat. Alte indicații sunt natura cheilocistidelor, pleurocistidelor și caulocistidelor, celule sterile distincte de pe fața și marginea lamelelor respectiv ale piciorului. [3][8][10]

Psathyrella a rămas un gen polifiletic până când a fost împărțit în mai multe genuri, inclusiv 3 noi în 2015.

## Speciile genului
Bazele de date ale NCBI (National Center for Biotechnology Information) cunosc următoarele specii (fără forme și variații):
| - Psathyrella aberdarensis - Psathyrella abieticola - Psathyrella agraria - Psathyrella agrariella - Psathyrella albanyensis - Psathyrella albescens - Psathyrella albipes - Psathyrella alluviana - Psathyrella cf. alluviana - Psathyrella almerensis - Psathyrella alnicola - Psathyrella amarella - Psathyrella amarescens - Psathyrella amaura - Psathyrella ammophila]] - Psathyrella angusticystis - Psathyrella aquatica - Psathyrella arenosa - Psathyrella argillacea - Psathyrella argillospora - Psathyrella artemisiae - Psathyrella atomata - Psathyrella atomatoides - Psathyrella atrifolia - Psathyrella avellaneifolia - Psathyrella badhyzensis - Psathyrella badiophylla - Psathyrella badiovestita - Psathyrella bifrons - Psathyrella bipellis - Psathyrella bivelata - Psathyrella borealis - Psathyrella boreifasciculata - Psathyrella brooksii - Psathyrella cacao - Psathyrella calcarea - Psathyrella calvinii - Psathyrella camptopoda - Psathyrella camptopus - Psathyrella candolleana - Psathyrella canoceps - Psathyrella caput-medusae - Psathyrella carbonicola - Psathyrella carinthiaca - Psathyrella carminei - Psathyrella casca - Psathyrella cascoides - Psathyrella cernua - Psathyrella chondroderma - Psathyrella cladii-marisci - Psathyrella clivensis - Psathyrella cloverae - Psathyrella coloradensis - Psathyrella complutensis - Psathyrella conferta | - Psathyrella conica - Psathyrella conissans - Psathyrella coprophila - Psathyrella cortinarioides - Psathyrella cotonea - Psathyrella crenulata - Psathyrella cystidiosa - Psathyrella delineata - Psathyrella dicrani - Psathyrella duchesnayensis - Psathyrella dunensis - Psathyrella echinata - Psathyrella echiniceps - Psathyrella effibulata - Psathyrella efflorescens - Psathyrella ellenae - Psathyrella ephemera - Psathyrella epimyces - Psathyrella fagetophila - Psathyrella fatua - Psathyrella fennoscandica - Psathyrella fibrillosa - Psathyrella cf. fibrillosa - Psathyrella fimetaria - Psathyrella fimiseda - Psathyrella flexispora - Psathyrella flexuosipes - Psathyrella floccosa - Psathyrella fontinalis - Psathyrella fragrans - Psathyrella friesii - Psathyrella frustulenta - Psathyrella fulvescens - Psathyrella fulvoumbrina - Psathyrella fusca - Psathyrella globosivelata - Psathyrella gordonii - Psathyrella gracilis sin. Psathyrella corrugis - Psathyrella griseopallida - Psathyrella halophila - Psathyrella hellebosensis - Psathyrella hirta - Psathyrella hololanigera - Psathyrella huronensis - Psathyrella hydrophila - Psathyrella hymenocephala - Psathyrella ichnusae - Psathyrella impexa - Psathyrella incerta - Psathyrella incondita - Psathyrella infida - Psathyrella intermedia - Psathyrella iterata - Psathyrella jacobssonii - Psathyrella jilinensis | - Psathyrella kitsiana - Psathyrella lacuum - Psathyrella larga - Psathyrella laricina - Psathyrella leucotephra - Psathyrella lilliputana - Psathyrella limicola - Psathyrella lithocarpi - Psathyrella littenii - Psathyrella littoralis - Psathyrella longicauda - Psathyrella longipes - Psathyrella longistriata - Psathyrella lubrica - Psathyrella lutensis - Psathyrella luteopallida - Psathyrella lutulenta - Psathyrella lyckebodensis - Psathyrella macrocystidiata - Psathyrella maculata - Psathyrella madeodisca - Psathyrella madida - Psathyrella magnispora - Psathyrella mammifera - Psathyrella marquana - Psathyrella mazzeri - Psathyrella melleipallida - Psathyrella merdicola - Psathyrella mesobromionis - Psathyrella michiganensis - Psathyrella microrhiza - Psathyrella mucrocystis - Psathyrella multipedata - Psathyrella murcida - Psathyrella mycenoides - Psathyrella naucoria - Psathyrella naucorioides - Psathyrella nitens - Psathyrella niveobadia - Psathyrella noli-tangere - Psathyrella oboensis - Psathyrella obscurotristis - Psathyrella obtusata - Psathyrella ocellata - Psathyrella ogemawensis - Psathyrella olivaceogrisea - Psathyrella olivaceopallida - Psathyrella olympiana - Psathyrella opacipes - Psathyrella orbicularis - Psathyrella orbitarum - Psathyrella oregonensis - Psathyrella ornatispora - Psathyrella ovispora | - Psathyrella owyheensis - Psathyrella panaeoloides - Psathyrella paradoxa - Psathyrella parva - Psathyrella pellucidipes - Psathyrella pennata - Psathyrella cf. pennata - Psathyrella perpusilla - Psathyrella pertinax - Psathyrella pervelata - Psathyrella phaseolispora - Psathyrella phegophila - Psathyrella piluliformis - Psathyrella pivae - Psathyrella potteri - Psathyrella praecox - Psathyrella praetenuis - Psathyrella pratensis - Psathyrella prona - Psathyrella psammophila - Psathyrella pseudobifrons - Psathyrella pseudocandolleana - Psathyrella pseudocasca - Psathyrella pseudocorrugis - Psathyrella pseudogracilis - Psathyrella pseudolimicola - Psathyrella purpureobadia - Psathyrella pygmaea - Psathyrella pyrotricha - Psathyrella rainierensis - Psathyrella ramicola - Psathyrella reticulata - Psathyrella rhizophorae - Psathyrella rhodospora - Psathyrella riparia - Psathyrella romagnesii - Psathyrella romellii - Psathyrella rostellata - Psathyrella rubiginosa - Psathyrella rufescens - Psathyrella rupchandii - Psathyrella rybergii - Psathyrella sabuletorum - Psathyrella sacchariolens - Psathyrella salina - Psathyrella saponacea - Psathyrella sarcocephala - Psathyrella scanica - Psathyrella scatophila - Psathyrella secotioides - Psathyrella seminuda - Psathyrella senex - Psathyrella septentrionalis - Psathyrella seymourensis | - Psathyrella siccophila - Psathyrella silvestris - Psathyrella singeri - Psathyrella spadicea - Psathyrella spadiceogrisea - Psathyrella sphaerocystis - Psathyrella sphagnicola - Psathyrella spintrigeroides - Psathyrella squamifera - Psathyrella squamosa - Psathyrella squarrosiceps - Psathyrella stercoraria - Psathyrella stigmatospora - Psathyrella striatoannulata - Psathyrella stridvallii - Psathyrella suavissima - Psathyrella subamara - Psathyrella subargillacea - Psathyrella subatrata - Psathyrella subcinnamomea - Psathyrella subhyalinispora - Psathyrella subincarnata - Psathyrella sublateritia - Psathyrella sublatispora - Psathyrella submicrospora - Psathyrella subnuda - Psathyrella subsingeri - Psathyrella subspadiceogrisea - Psathyrella subtruncatispora - Psathyrella subvinacea - Psathyrella sulcatotuberculosa - Psathyrella superiorensis - Psathyrella supernula - Psathyrella tenera - Psathyrella tenuicula - Psathyrella tephrophylla - Psathyrella thujina - Psathyrella trepida - Psathyrella trinitatensis - Psathyrella tuberculata - Psathyrella typhae - Psathyrella uliginicola - Psathyrella umbrina - Psathyrella umbrosa - Psathyrella uskensis - Psathyrella variata - Psathyrella velatipes - Psathyrella vernalis - Psathyrella vesiculocystis - Psathyrella vesterholtii - Psathyrella vestita - Psathyrella vinosofulva - Psathyrella violaceopallens - Psathyrella warrenensis |

## Speciile genului în imagini (selecție)

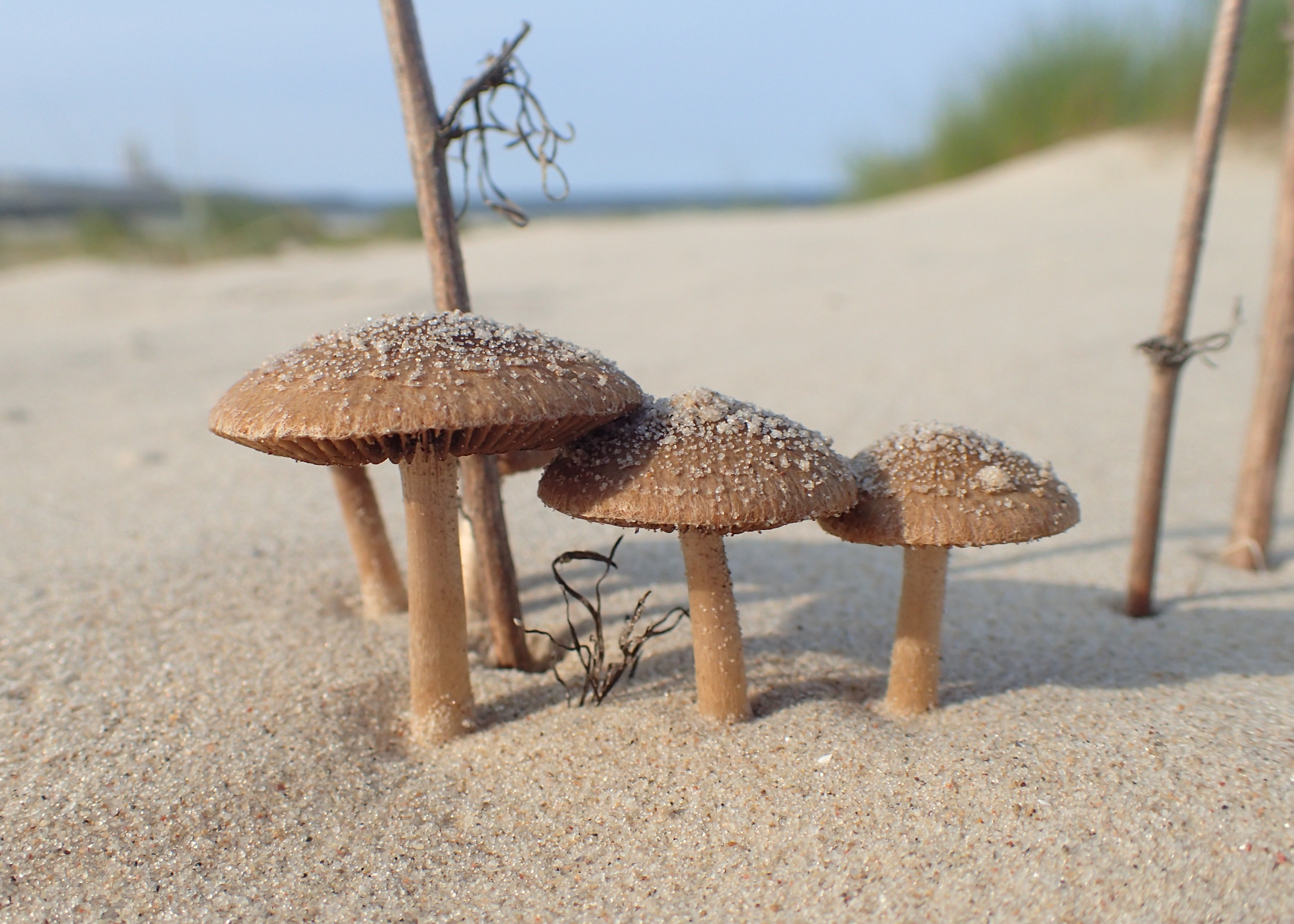
Psathyrella ammophila
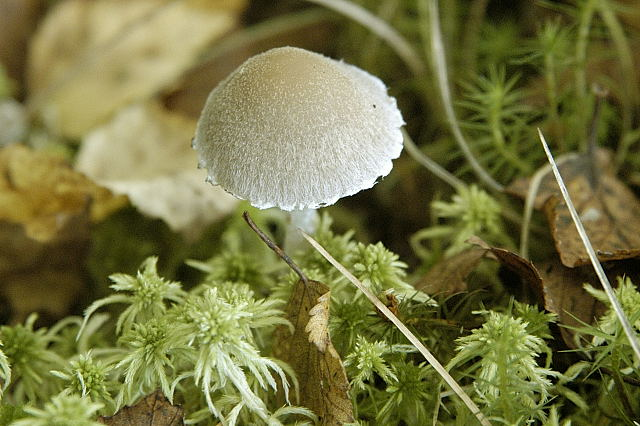
Psathyrella artemisiae
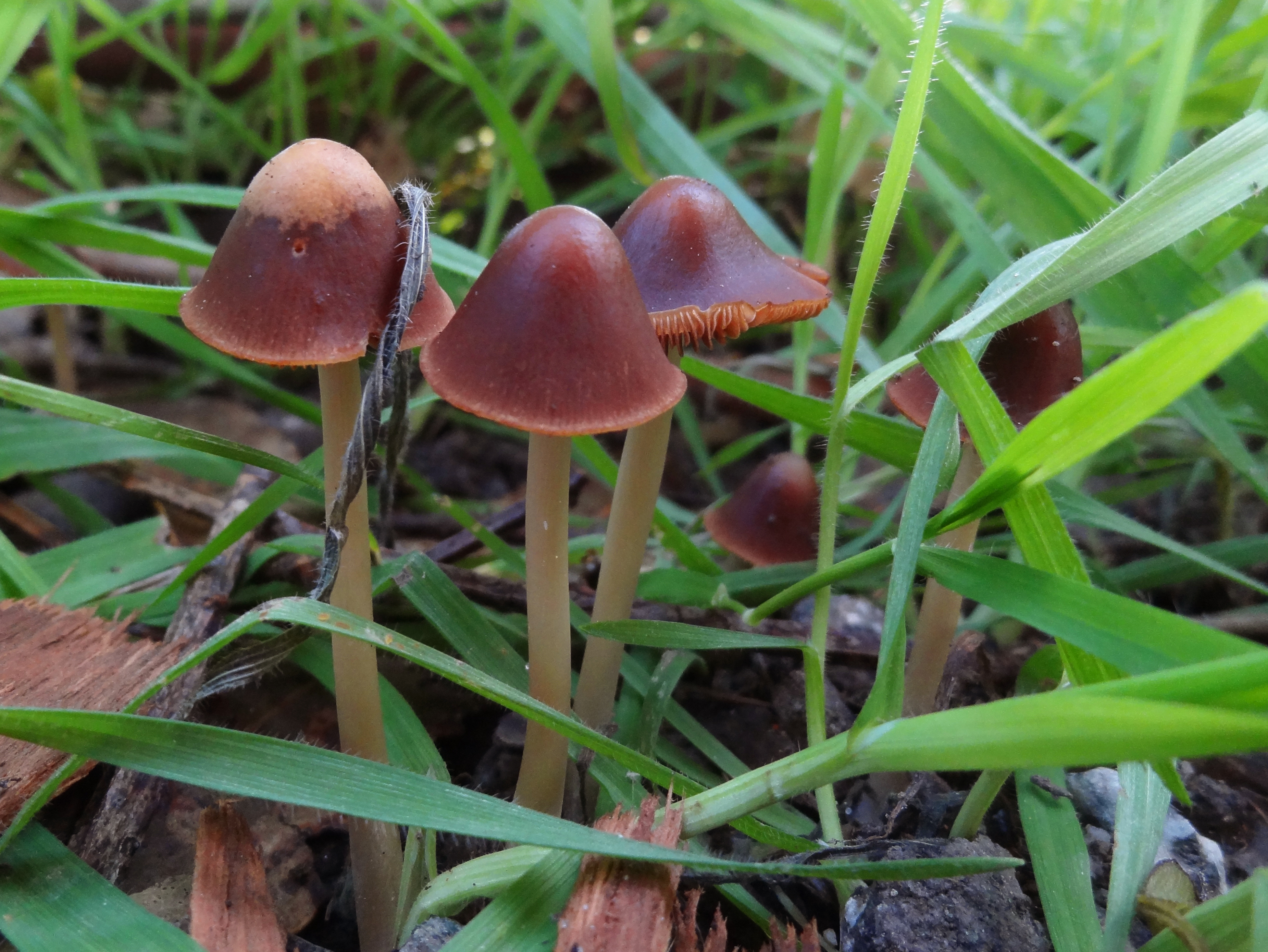
Psathyrella atrospora
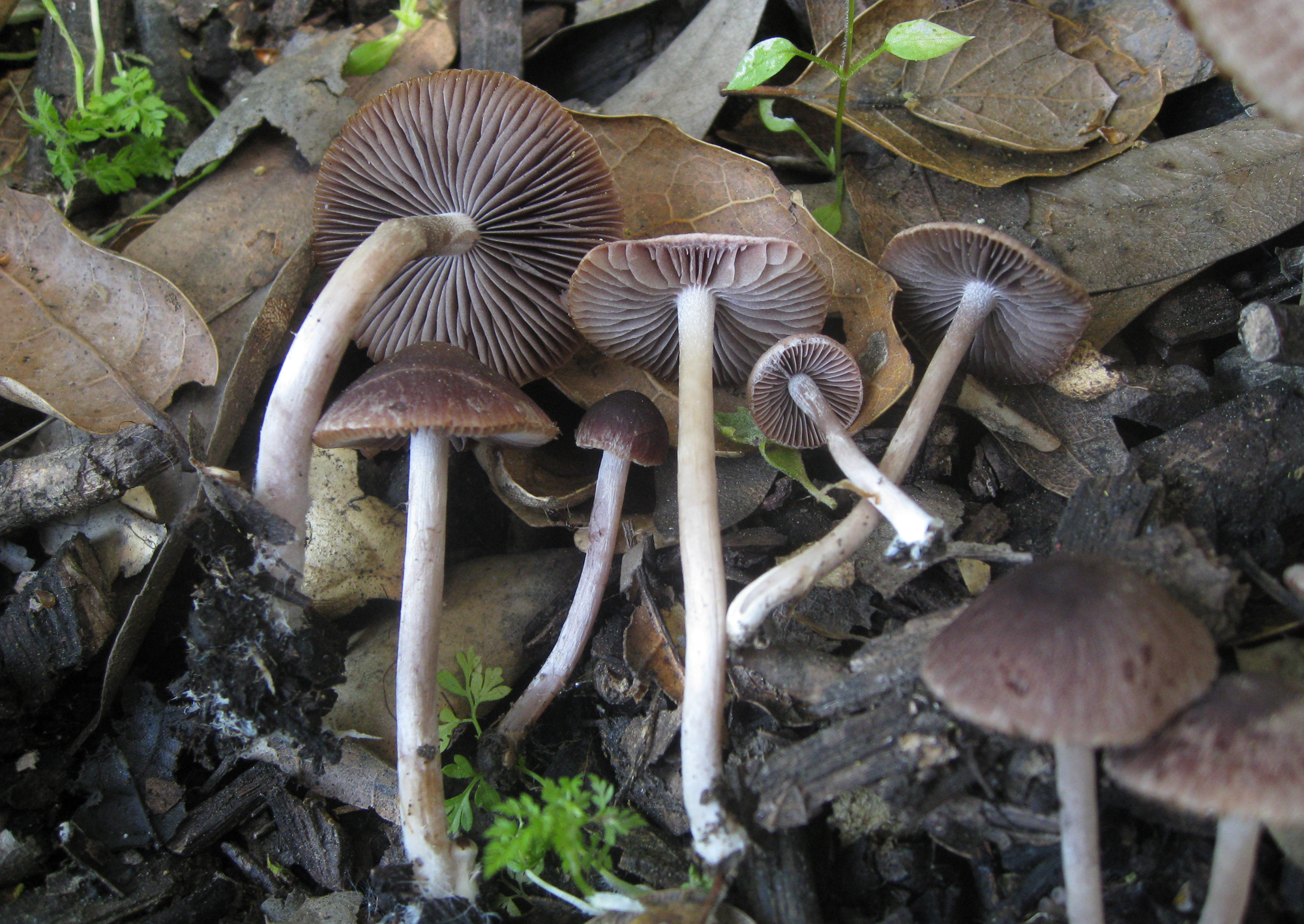
Psathyrella bipellis
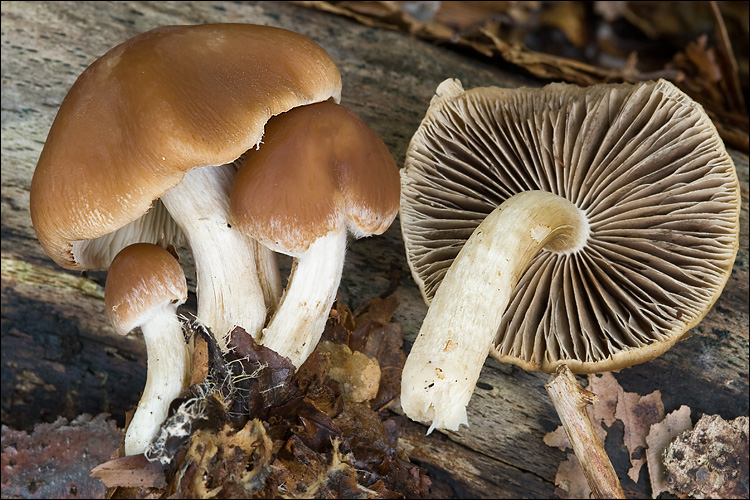
Psathyrella candolleana
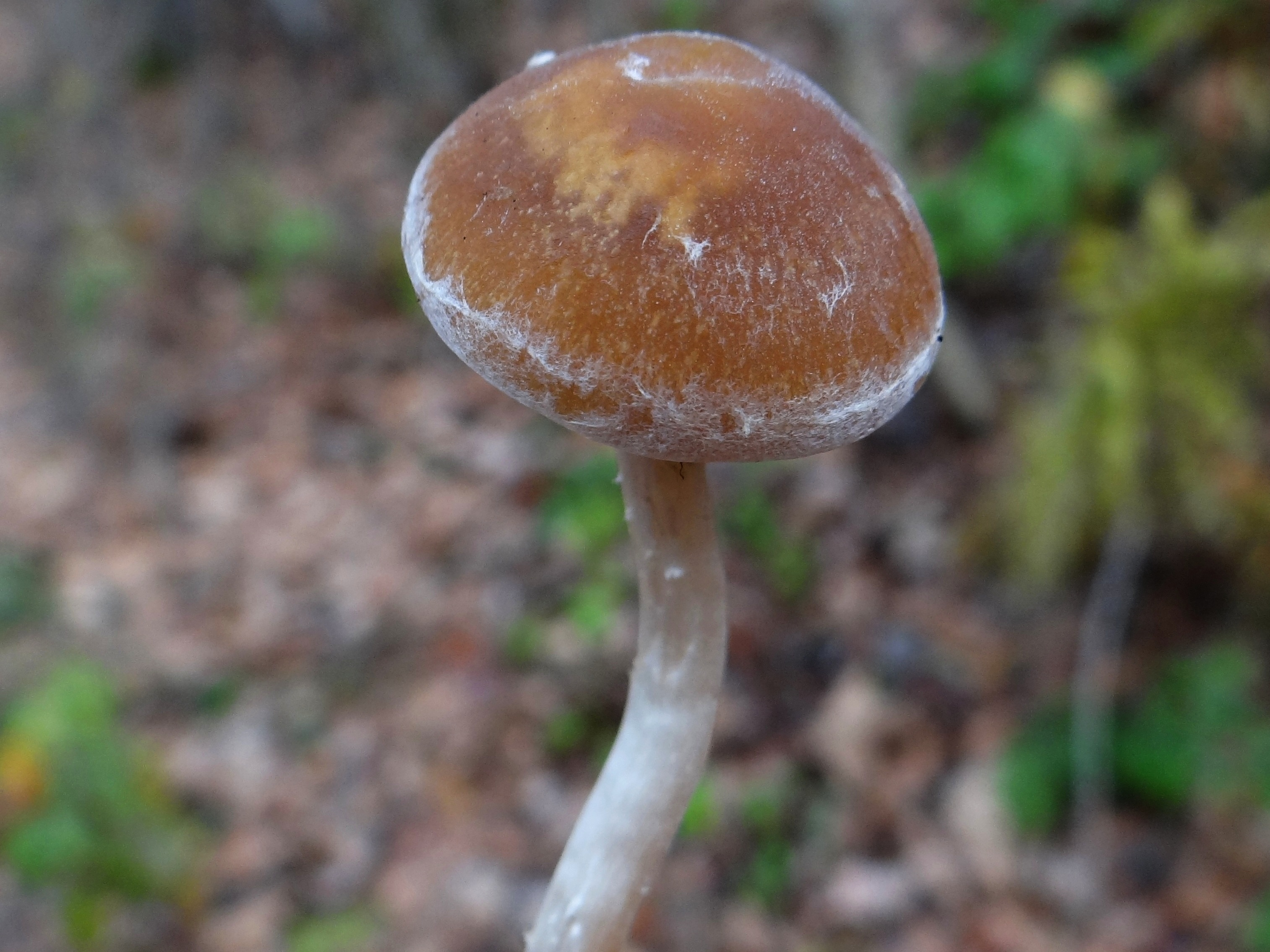
Psathyrella canoceps
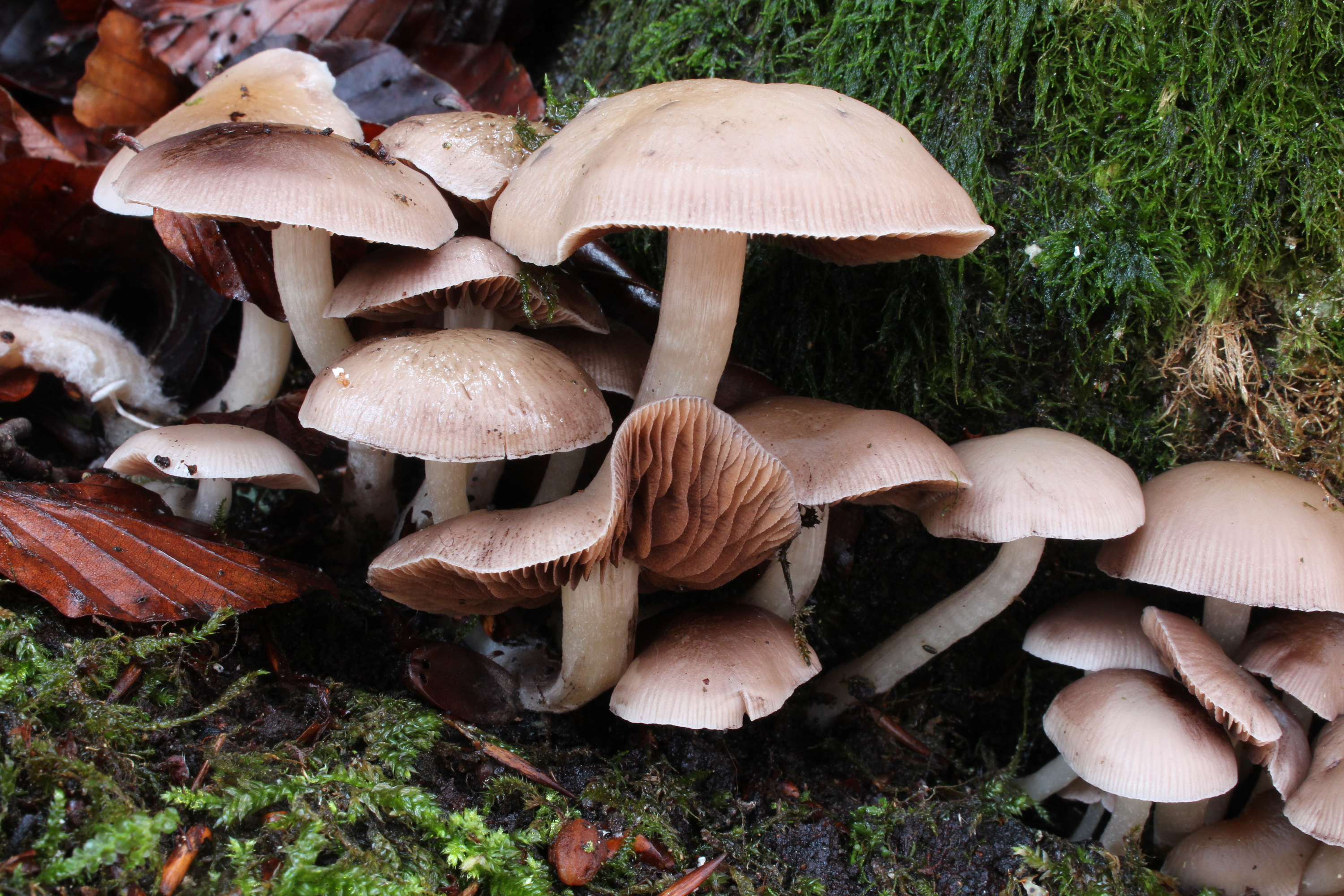
Psathyrella cernua
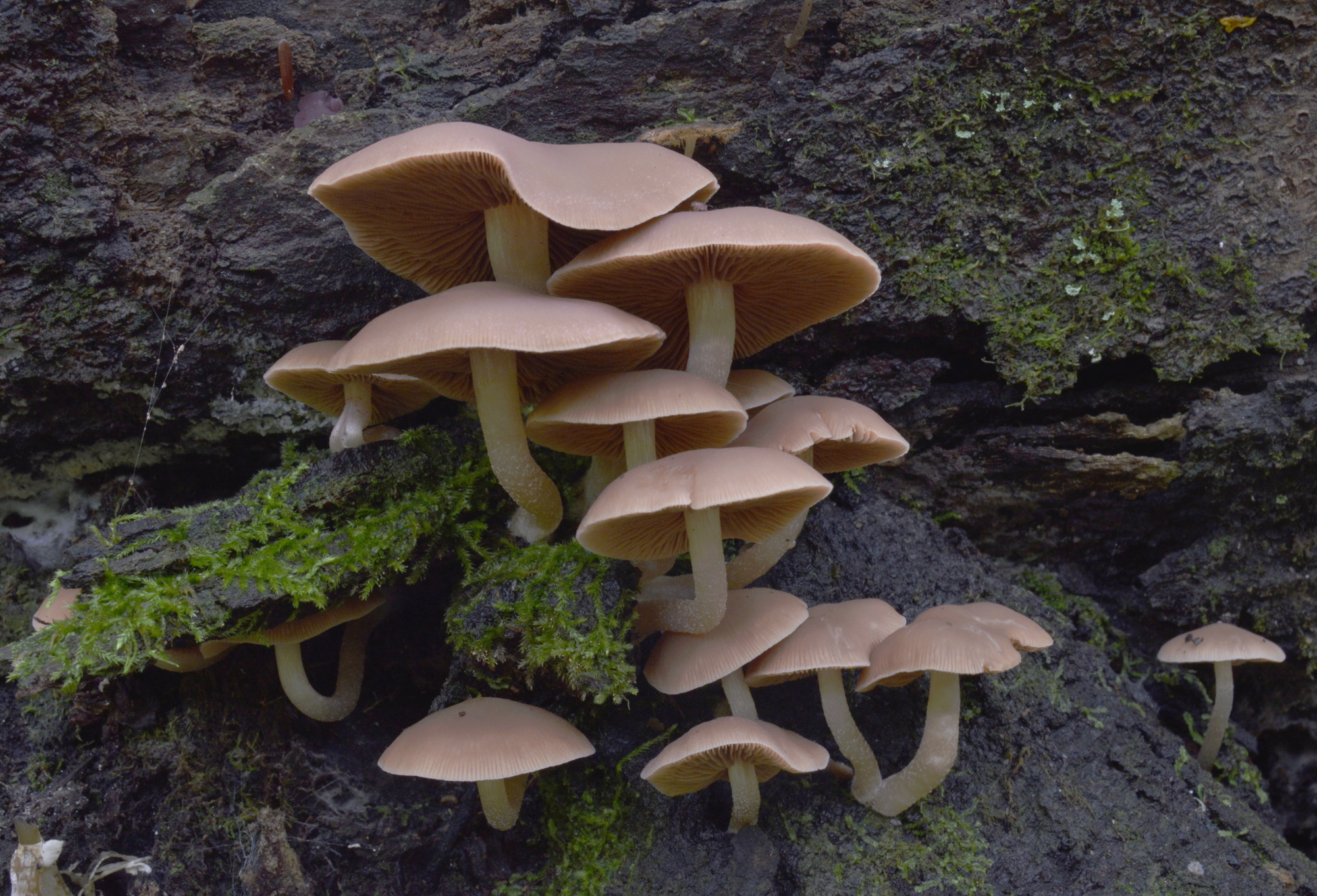
Psathyrella conissans
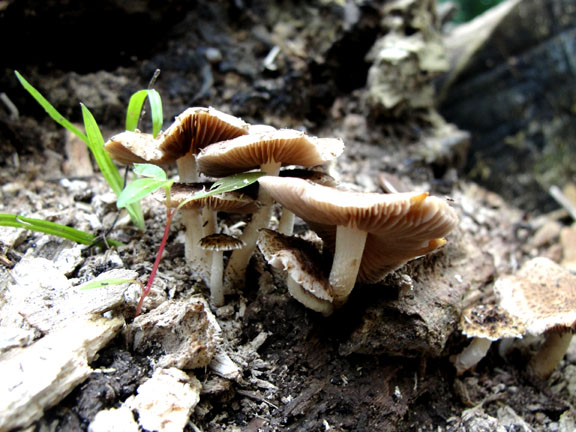
Psathyrella cotonea
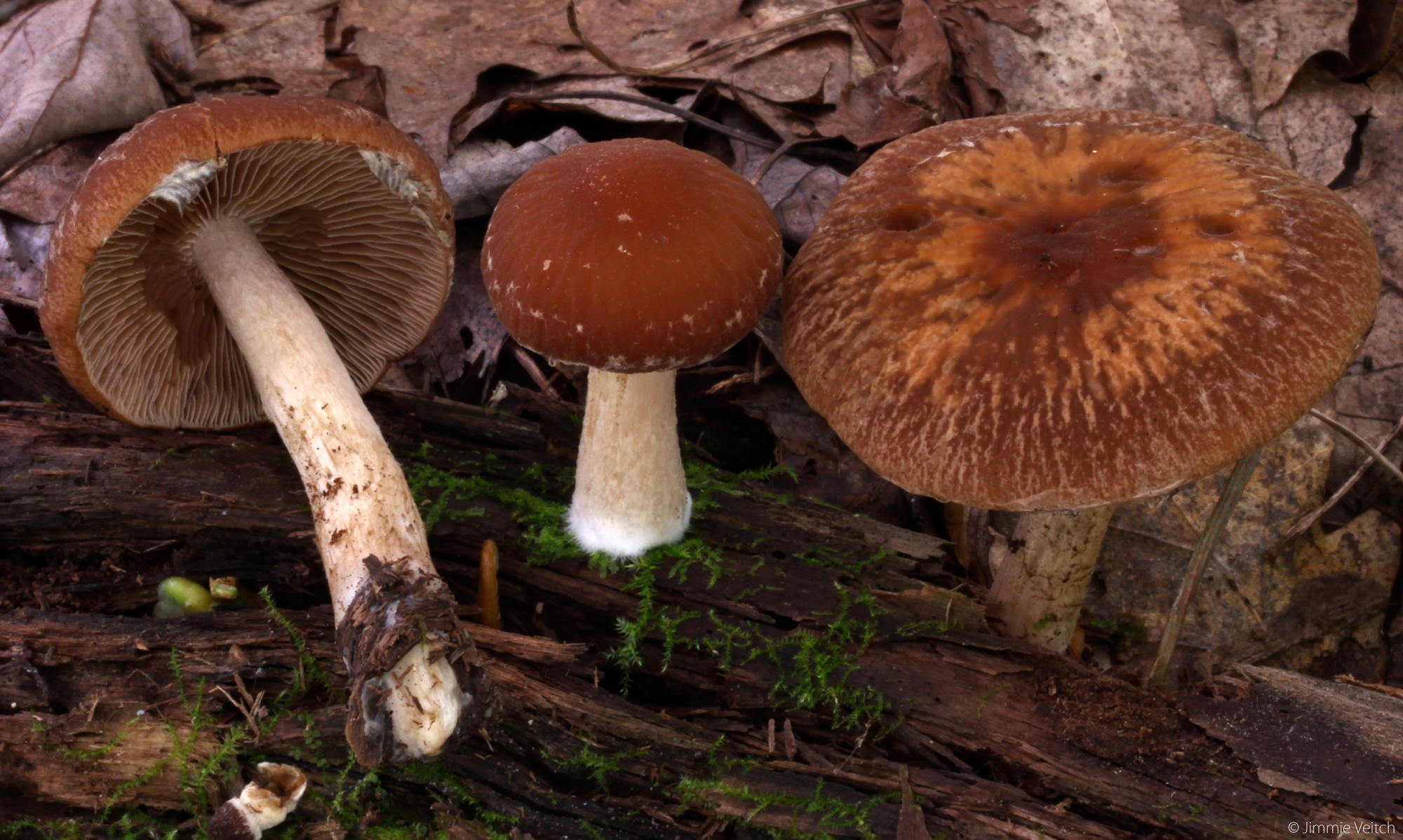
Psathyrella delineata

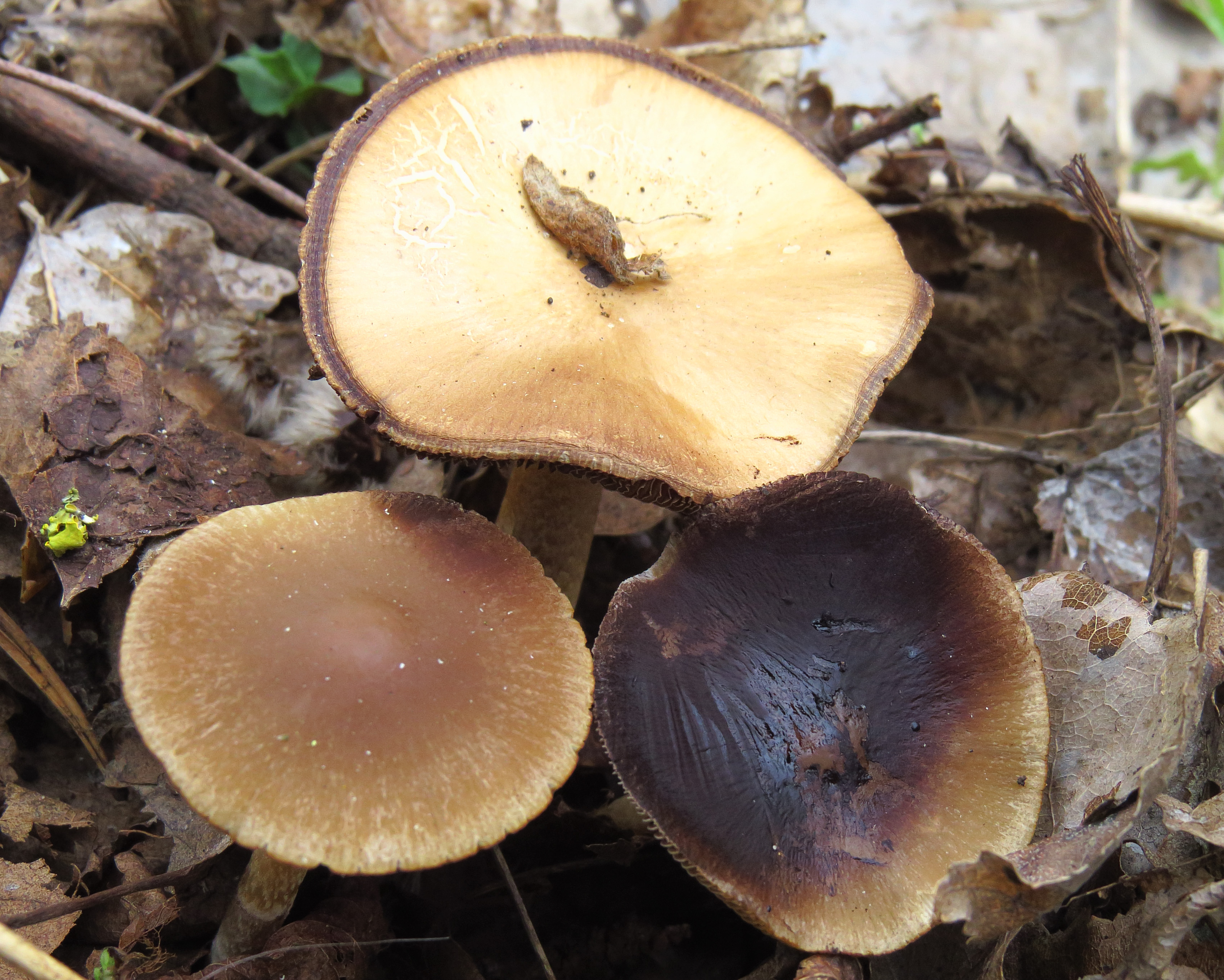
Psathyrella fatua
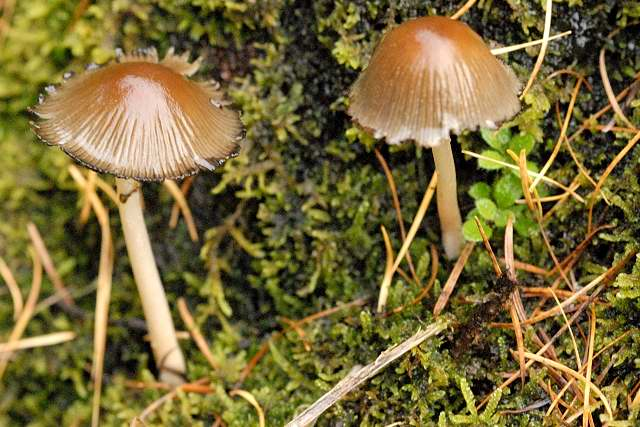
Psathyrella gracilis sin. Psathyrella corrugis
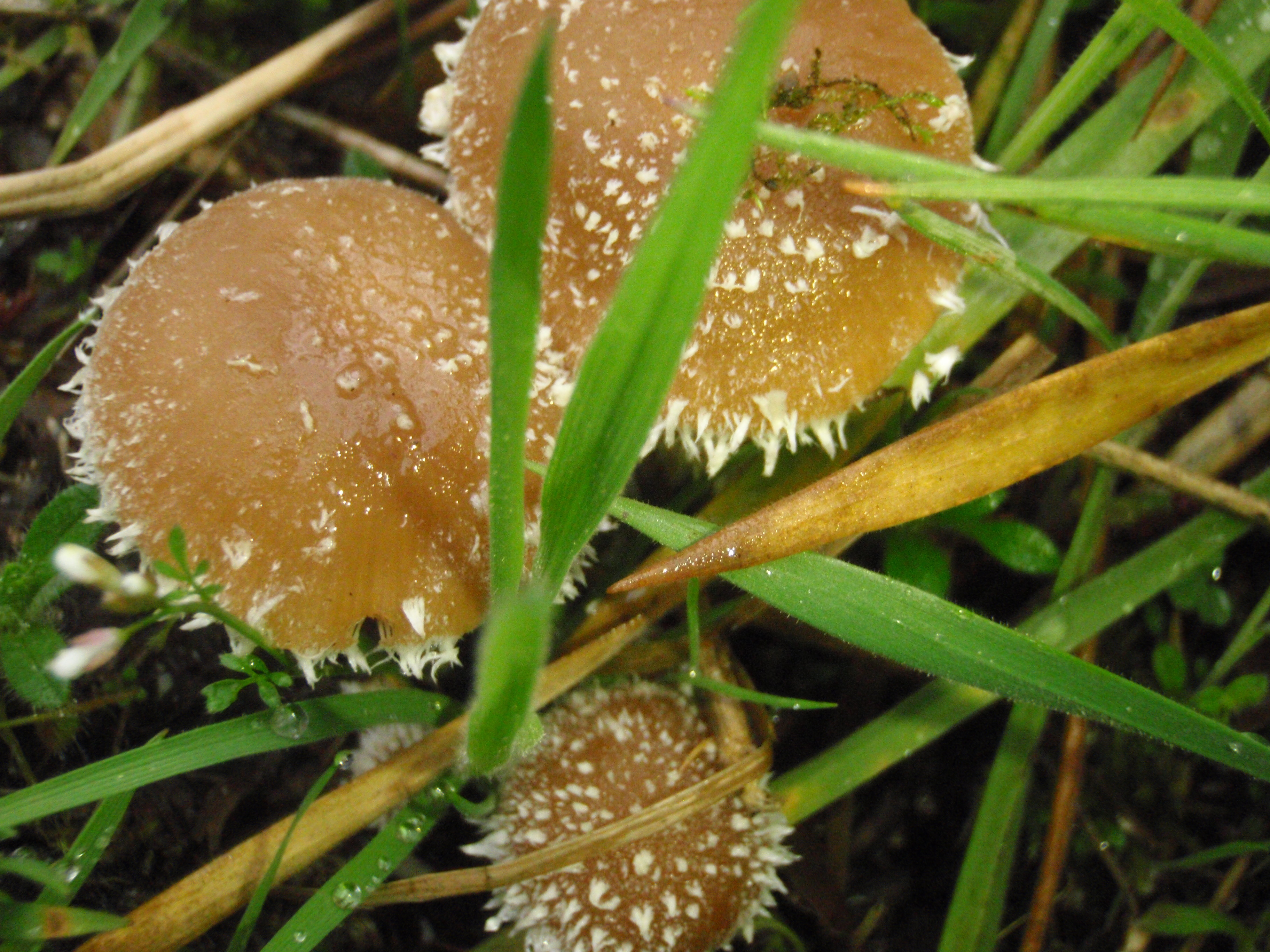
Psathyrella hirta
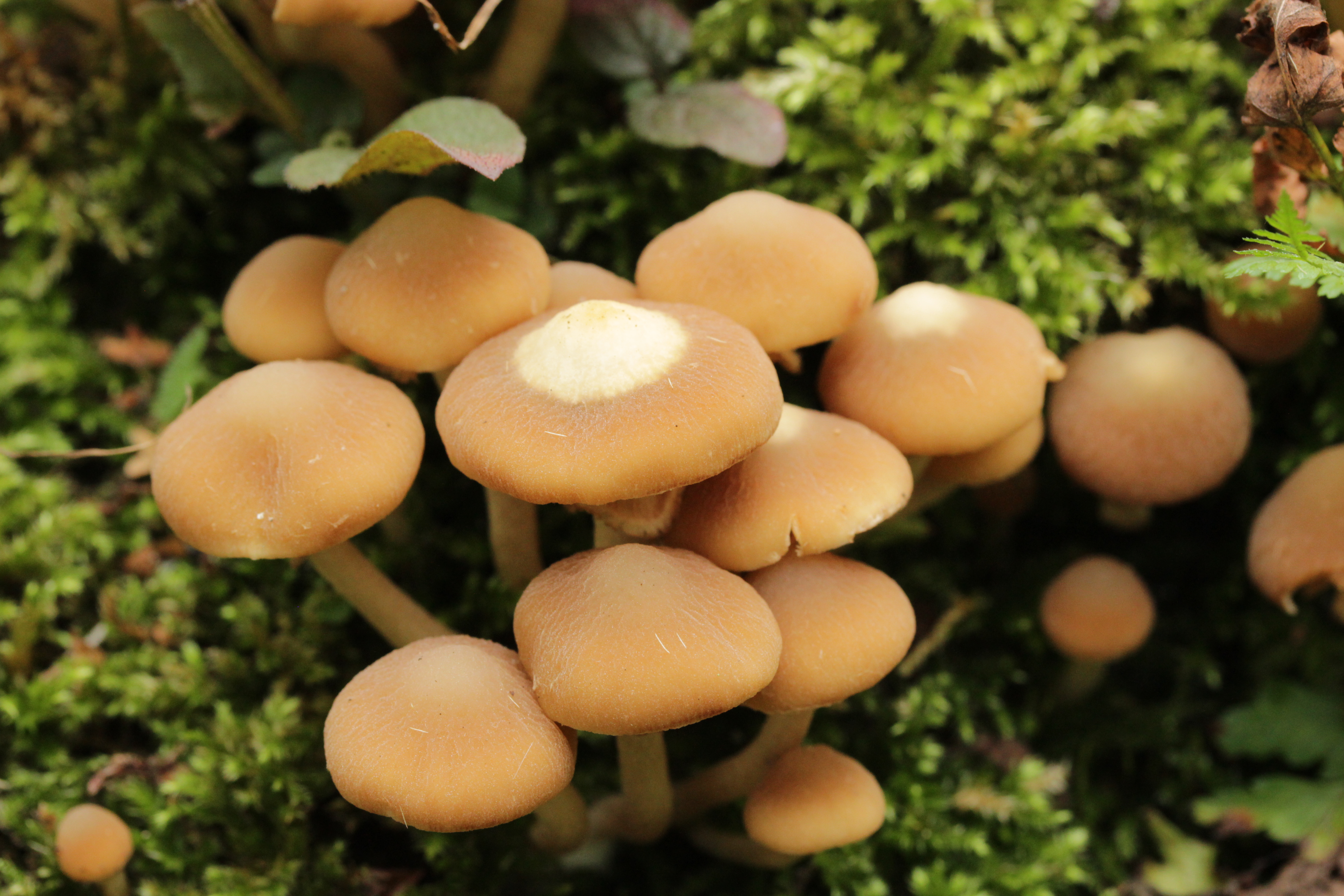
Psathyrella laevissima
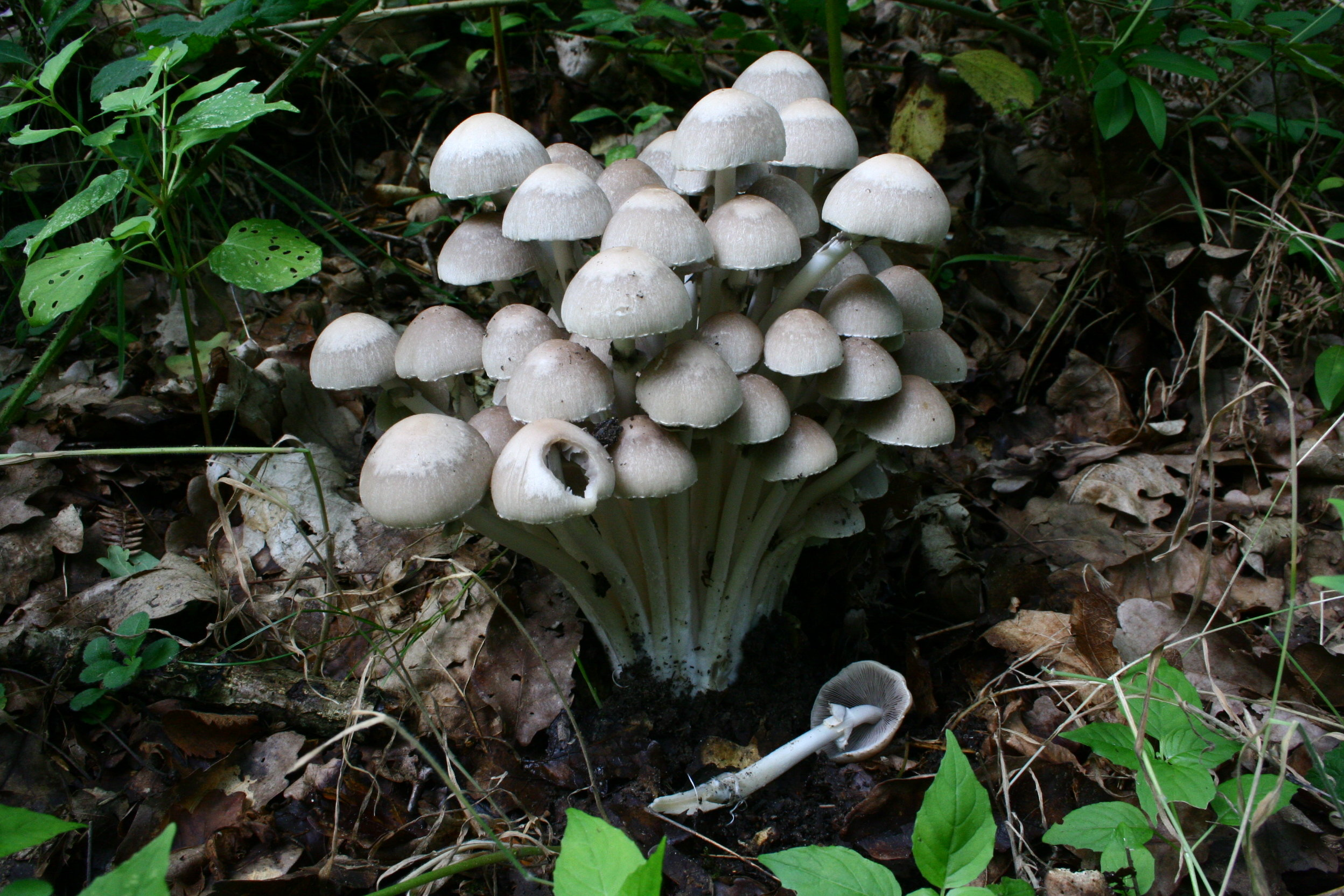
Psathyrella leucotephra
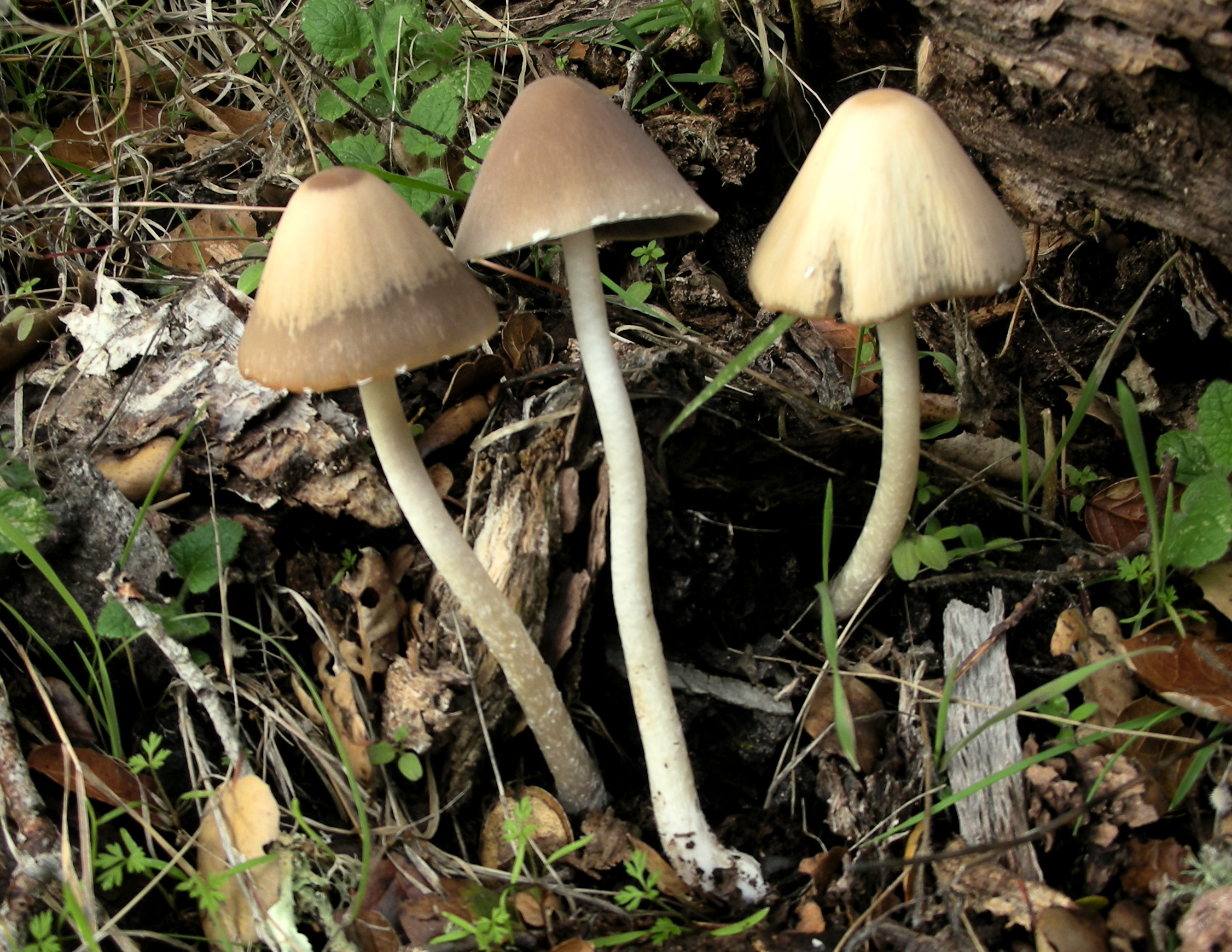
Psathyrella longipes
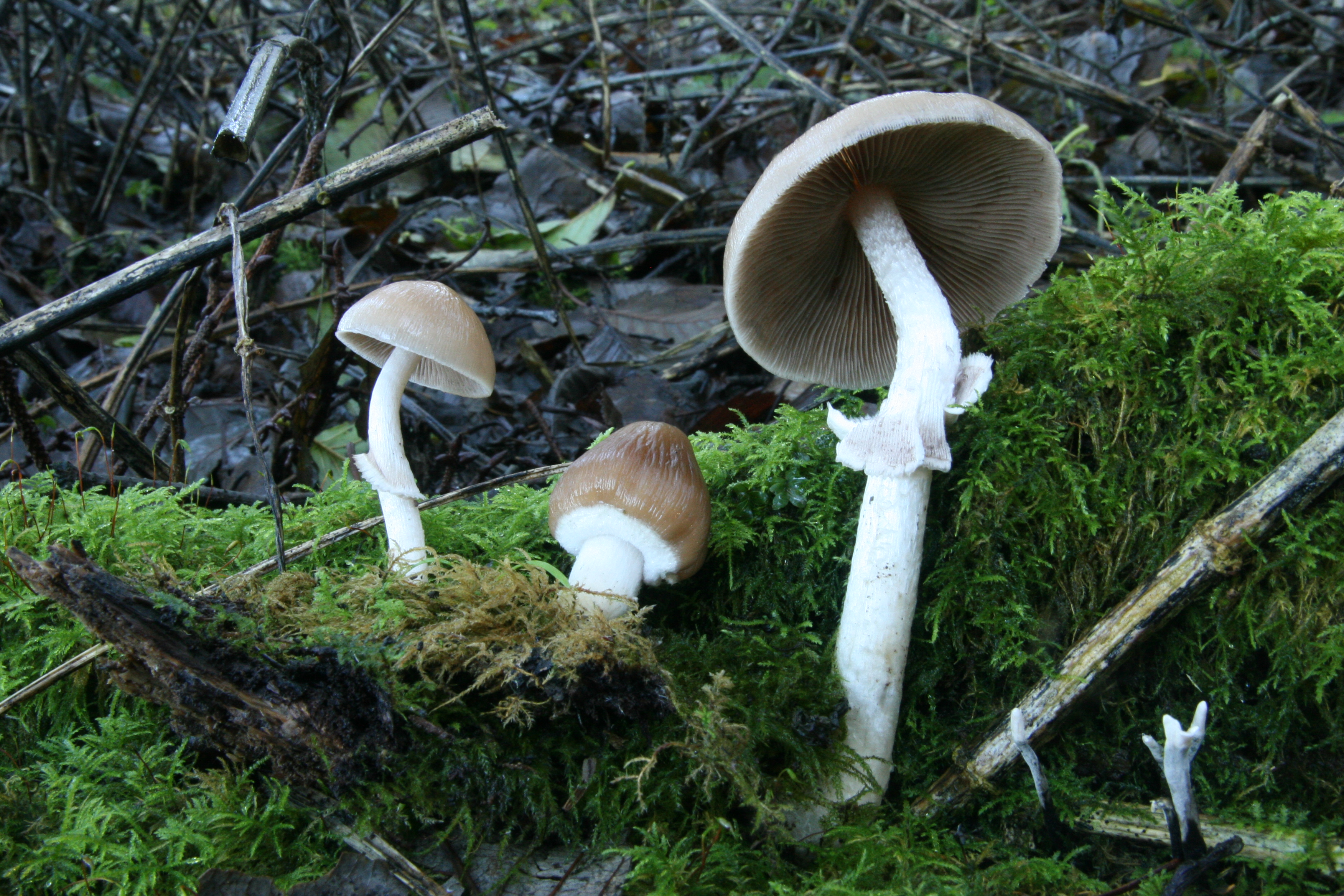
Psathyrella longistriata
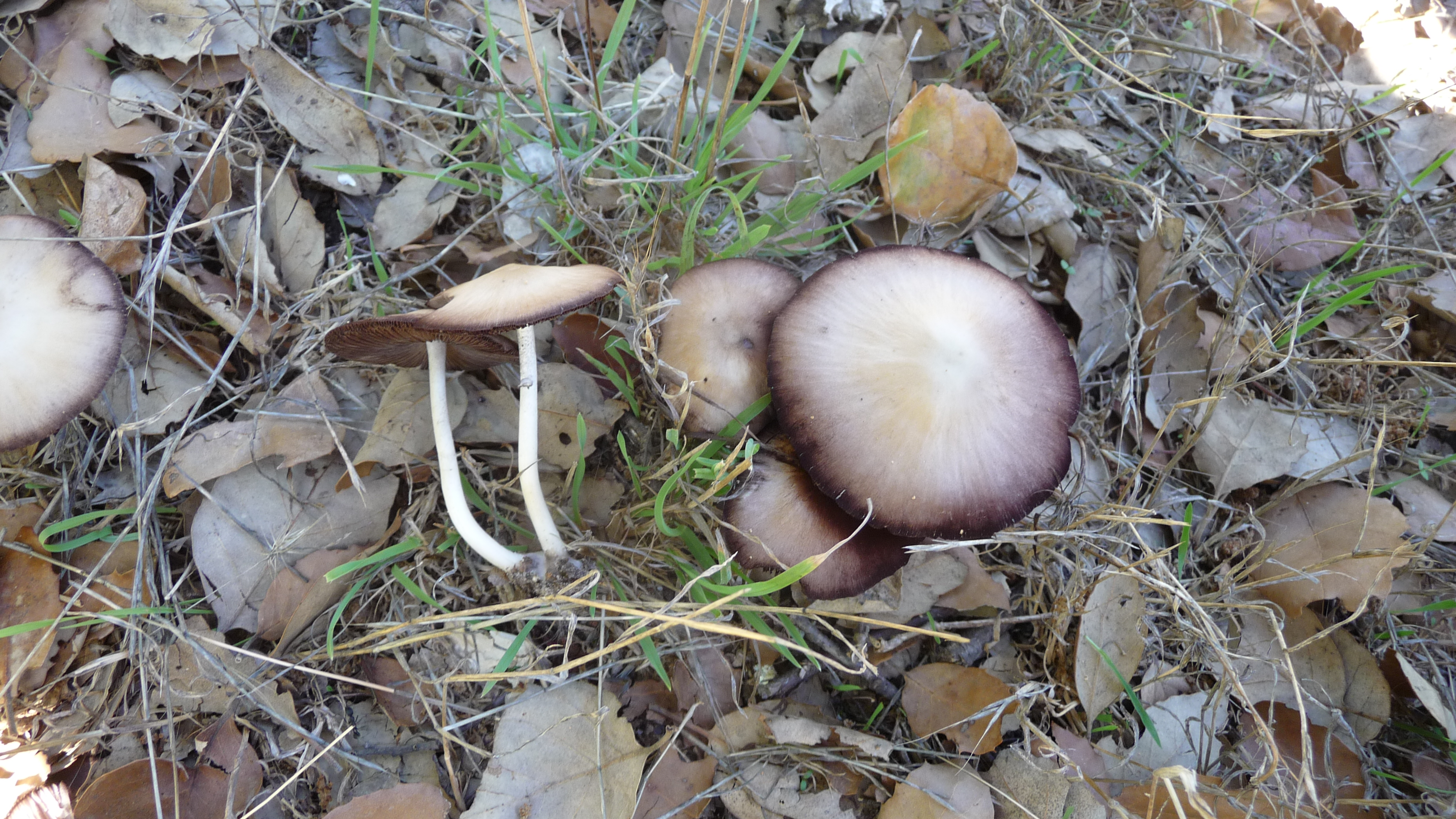
Psathyrella microrhiza
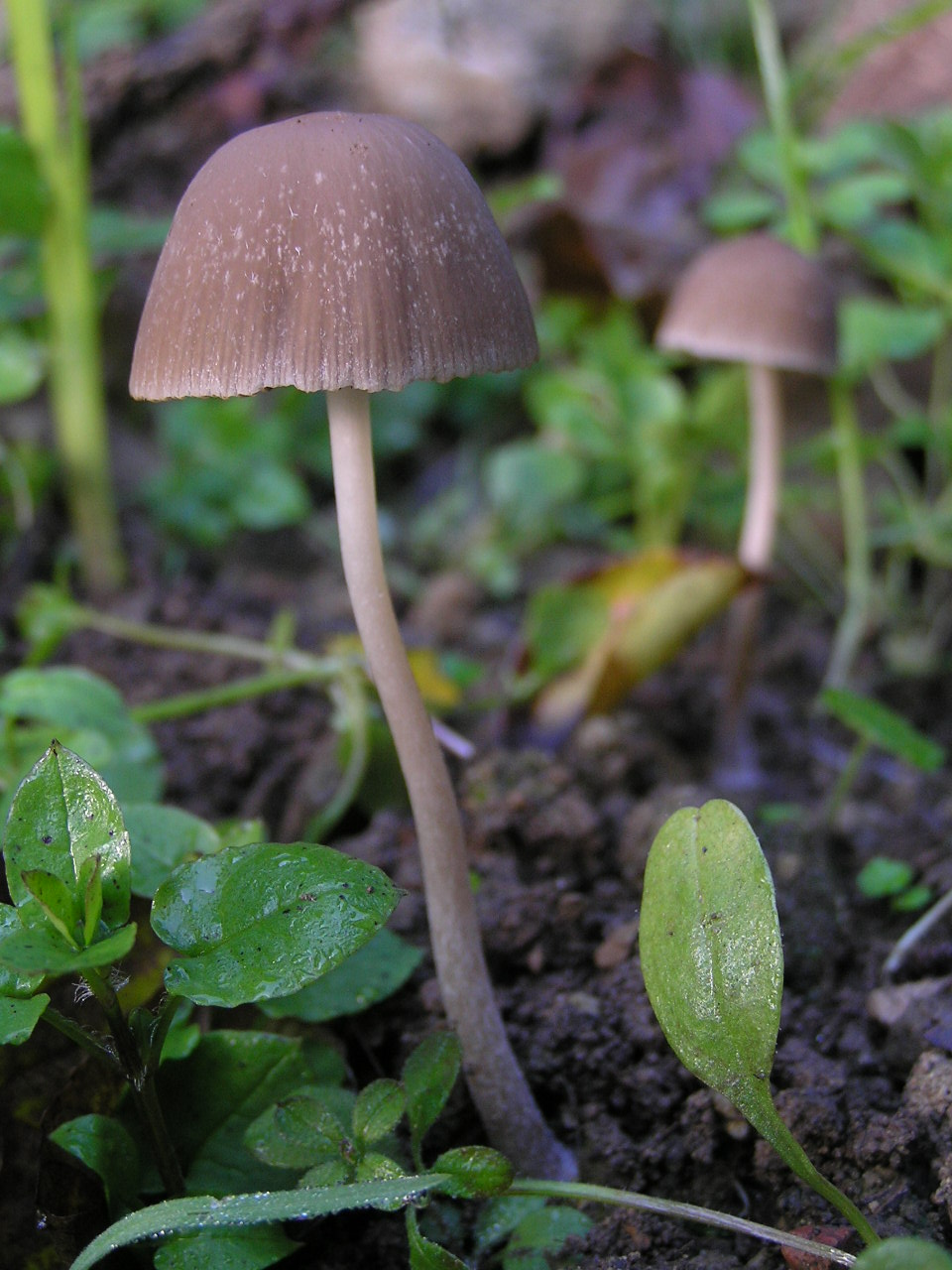
Psathyrella obtusata

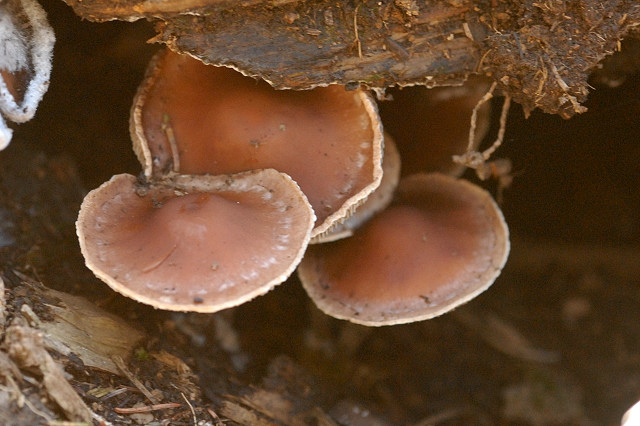
Psathyrella.olympiana
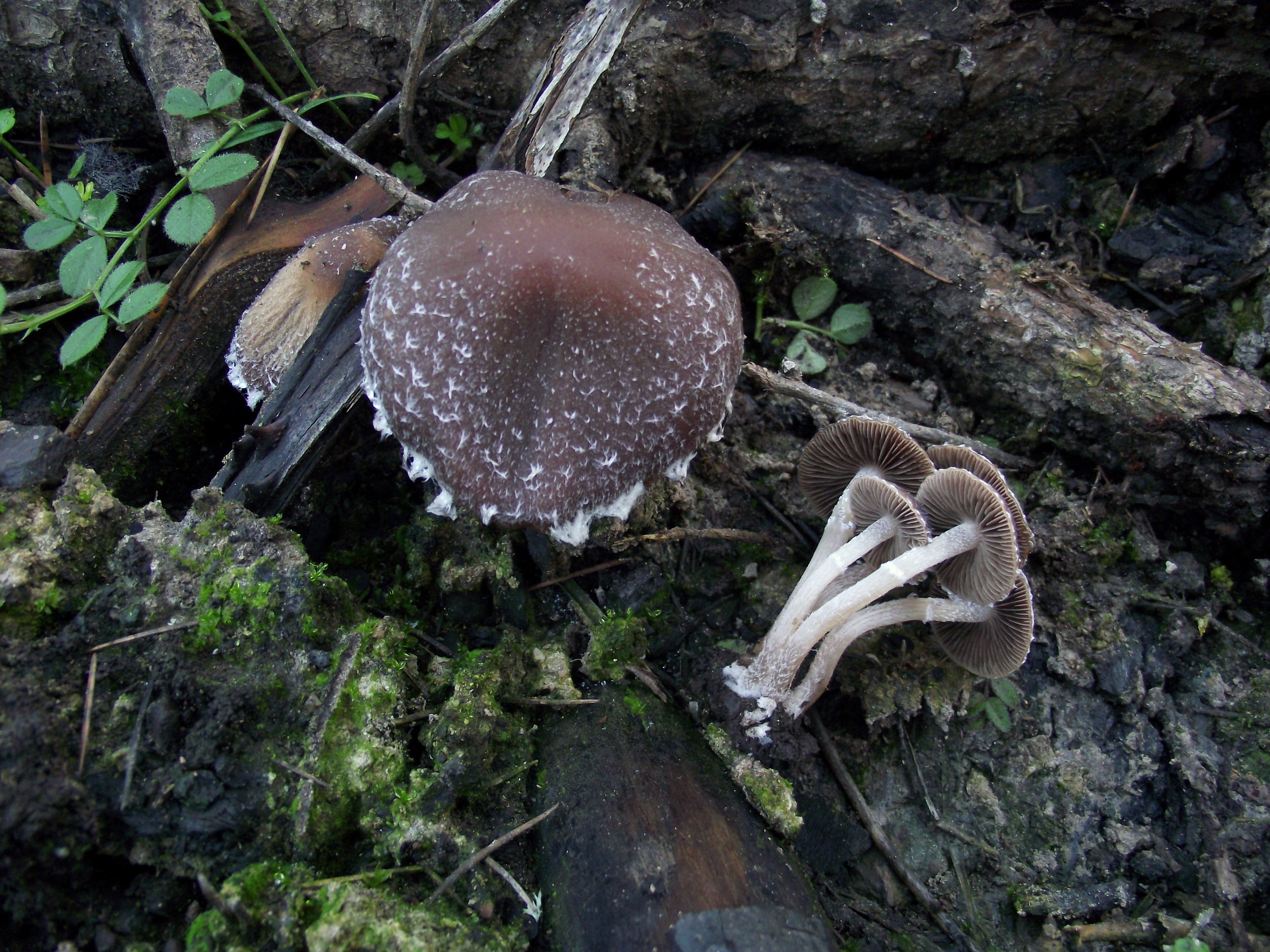
Psathyrella pennata
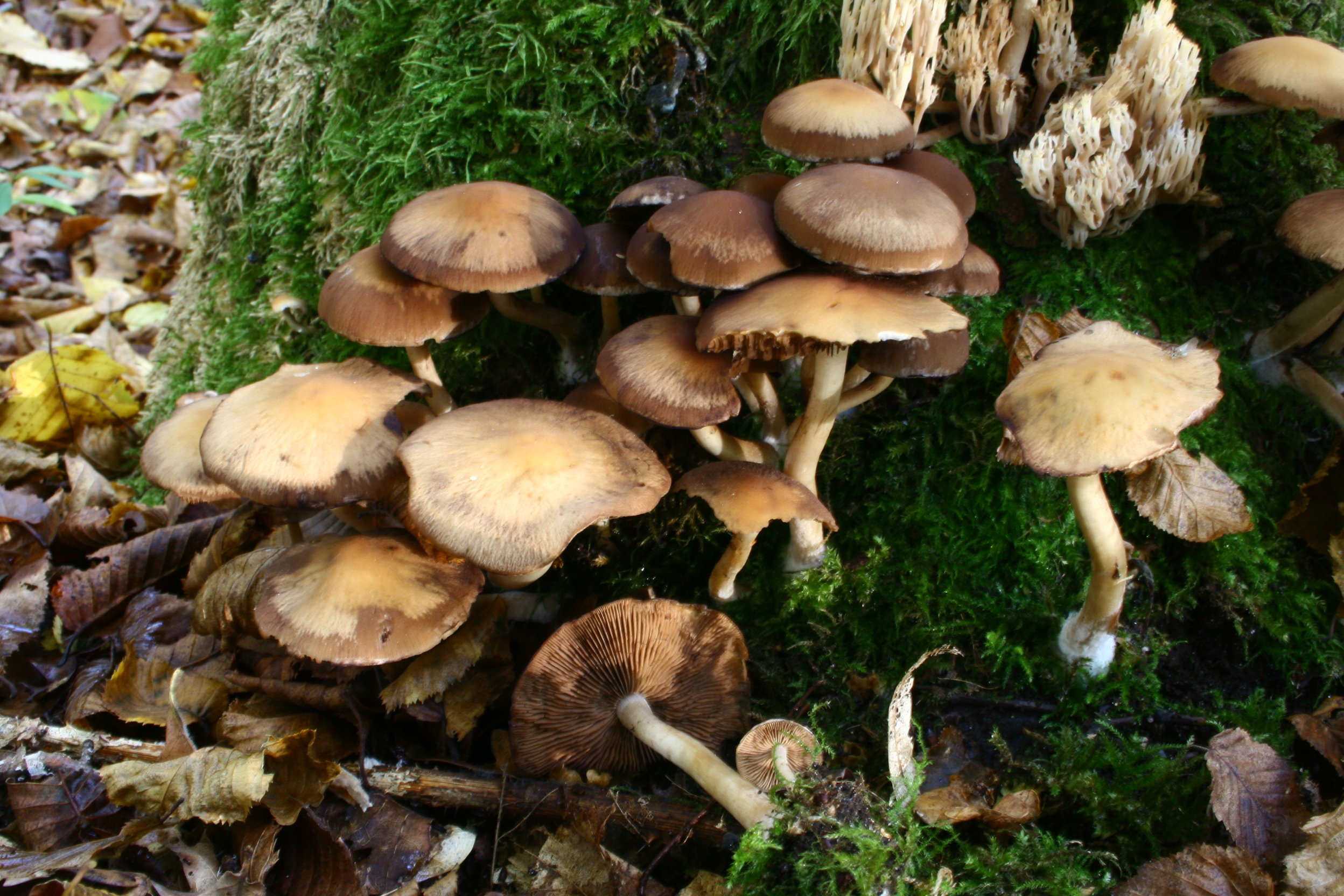
Psathyrella piluliformis
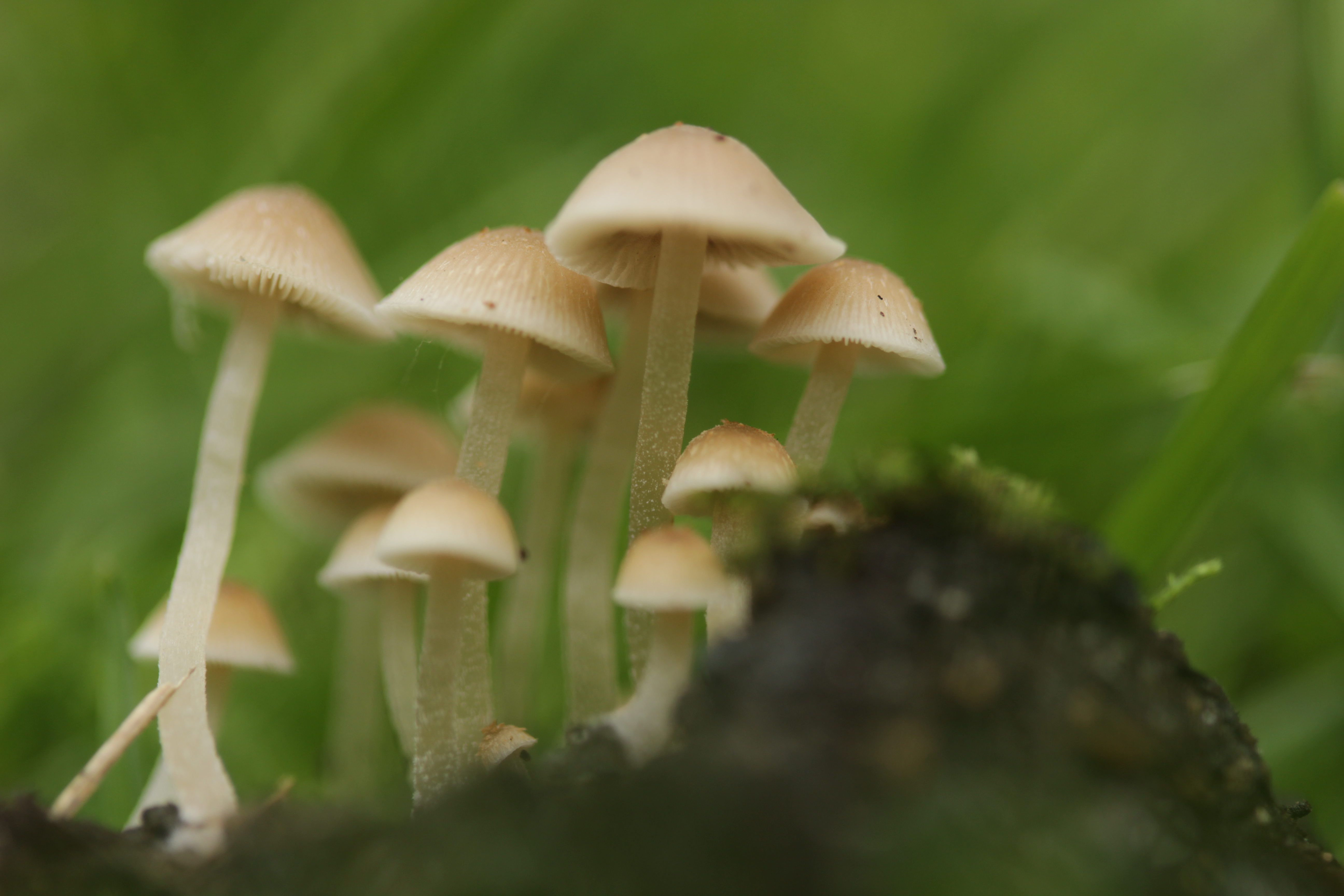
Psathyrella pygmea
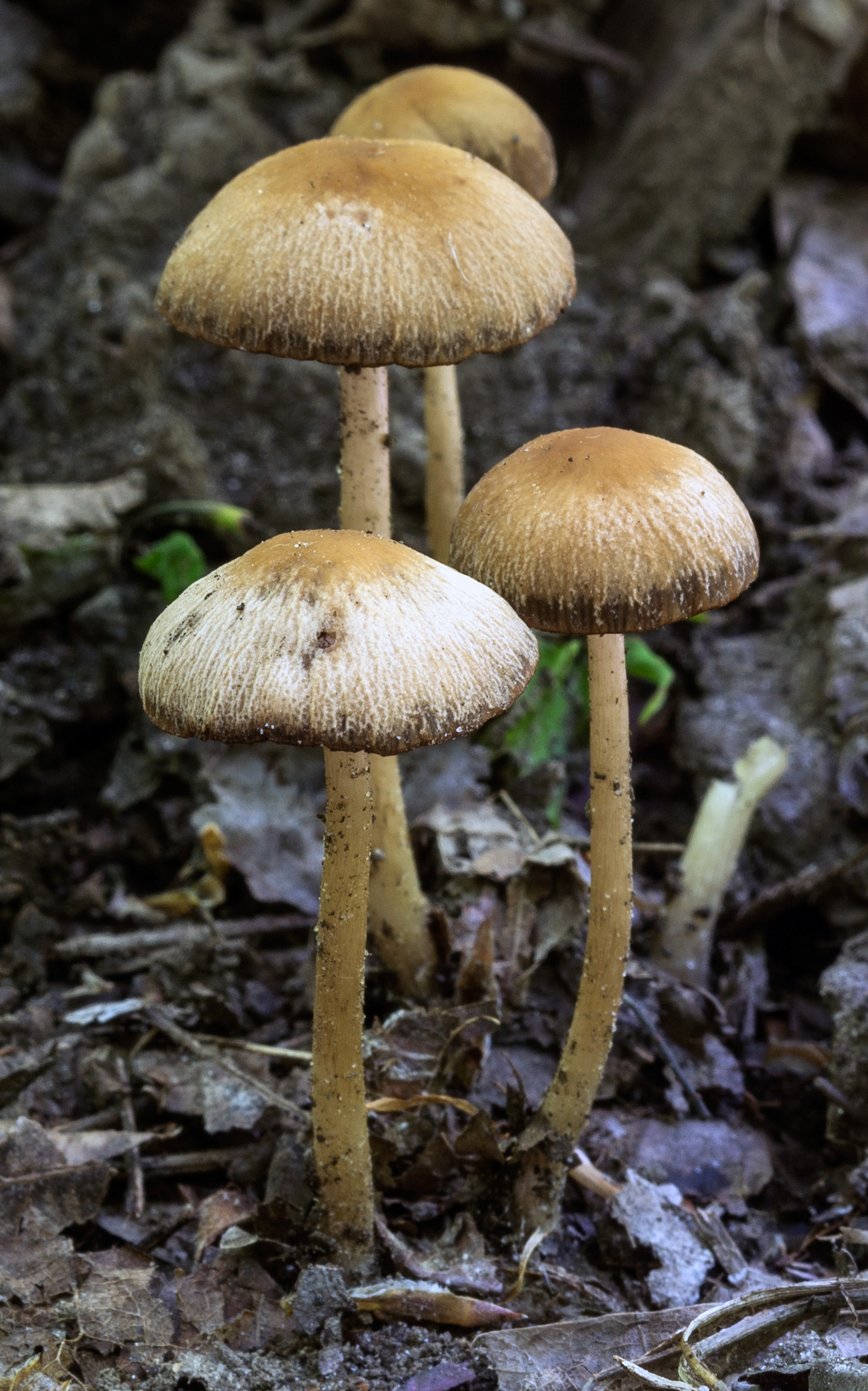
Psathyrella rugocephala
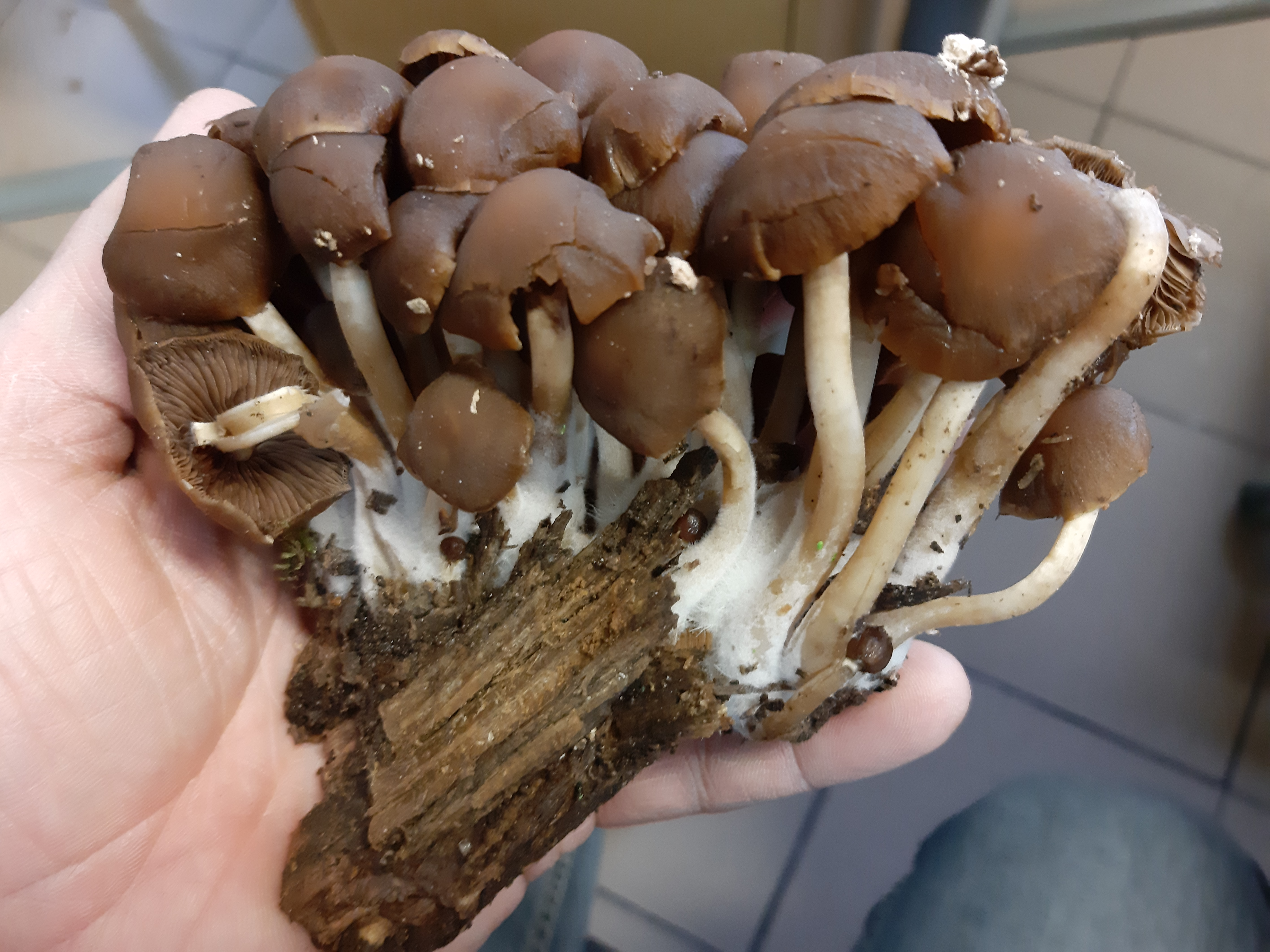
Psathyrella spadicea
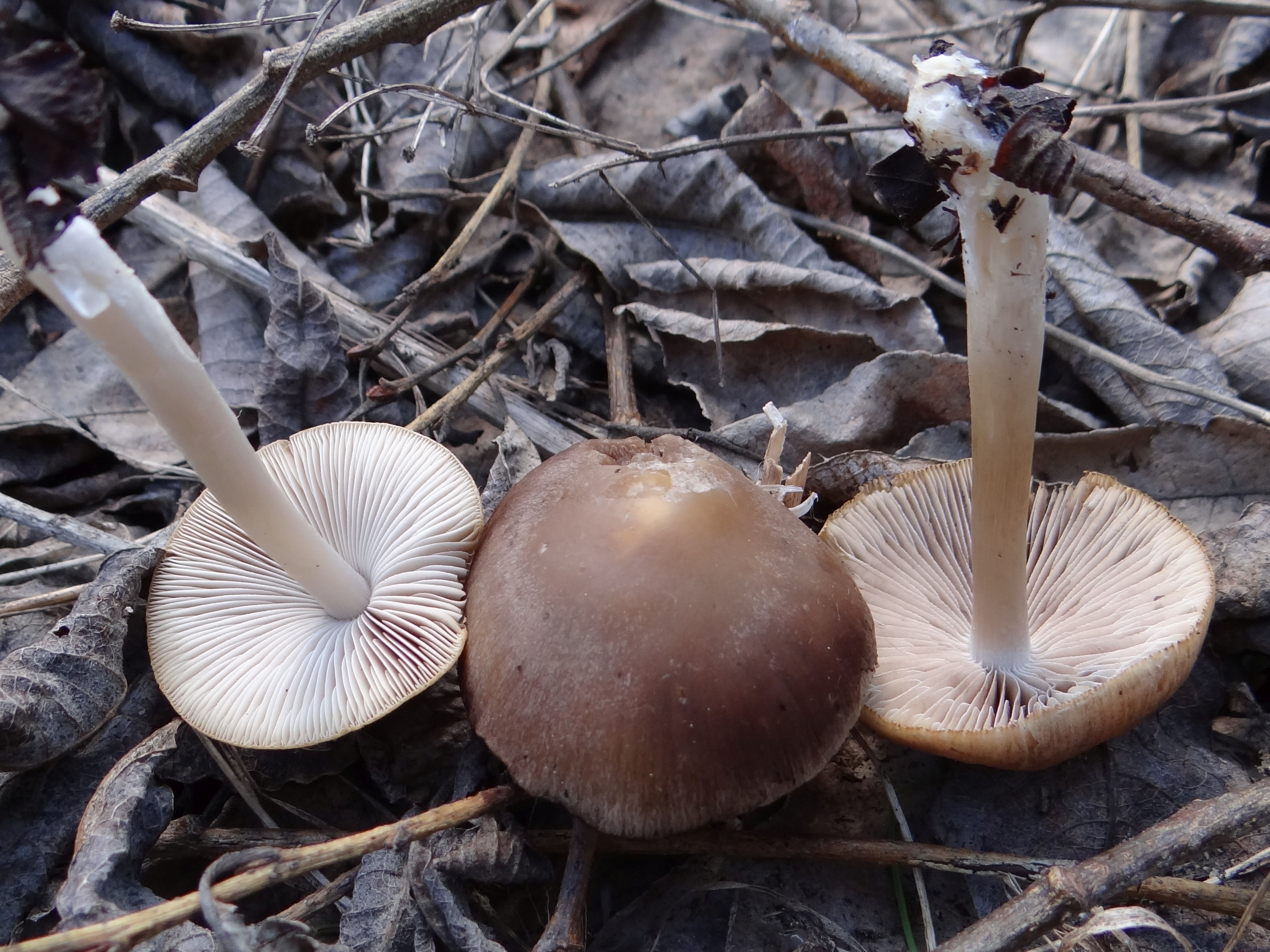
Psathyrella spadiceogrisea
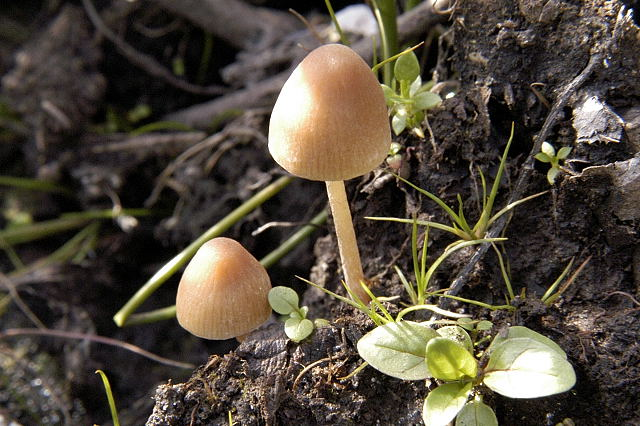
Psathyrella tephrophylla
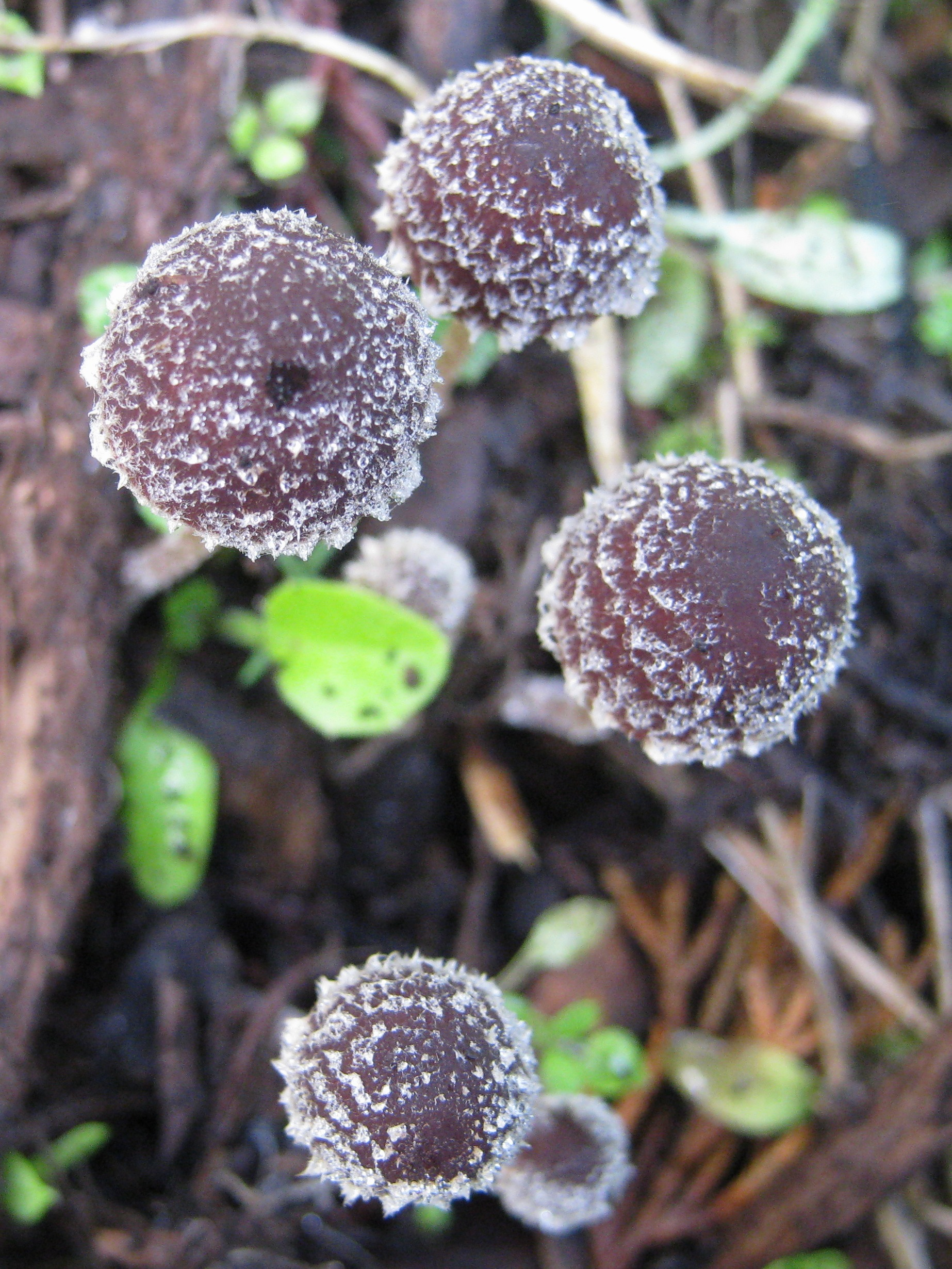
Psathyrella vinosofulva

## Delimitare
Trebuie dat seama că speciile acestui gen pot fi confundate cu cele de genul:
- Coprinellus este asemănător, dar speciile acestui gen sunt mai mici, striate puternic, cu o autoliză incompletă și preponderent necomestibile.[12]
- Coprinopsis este asemănător, dar speciile acestui gen au o „viață” foarte scurtă a corpurilor fructifere. Deja după puține ore ajung la maturitate și atunci, cauzat autolizei, lamelele și pălăria încep să se dezintegreze, transformându-se într-un lichid negru asemănător cernelii care conține sporii. [13]
- Coprinus este asemănător, dar speciile acestui gen sunt mai mari, tânăr ovoidale și striate puternic, uneori foarte solzoase. La maturitate lamelele și pălăria încep să se dezintegreze, transformându-se, cauzat autolizei, într-un lichid negru ca cerneala care conține sporii. Genul a fost descris deja în 1797 de Christian Hendrik Persoon.[14]
- Panaeolus este un gen cu specii în mare parte otrăvitoare, parțial și halucinogene, fiind foarte asemănătore. Se diferențiază prin mărimea minoră și dezvoltarea pe bălegar. Mai departe prezintă spori verucoși.[15]
- Psilocybe este extrem de psihogen și foarte asemănător. Speciile acestui gen sunt adesea ceva mai mici cu lamele destul de groase și distanțate. Mirosul este preponderent dulcișor sau făinos. Se colorează negru-albăstrui, negru sau verde după uscare.[16]

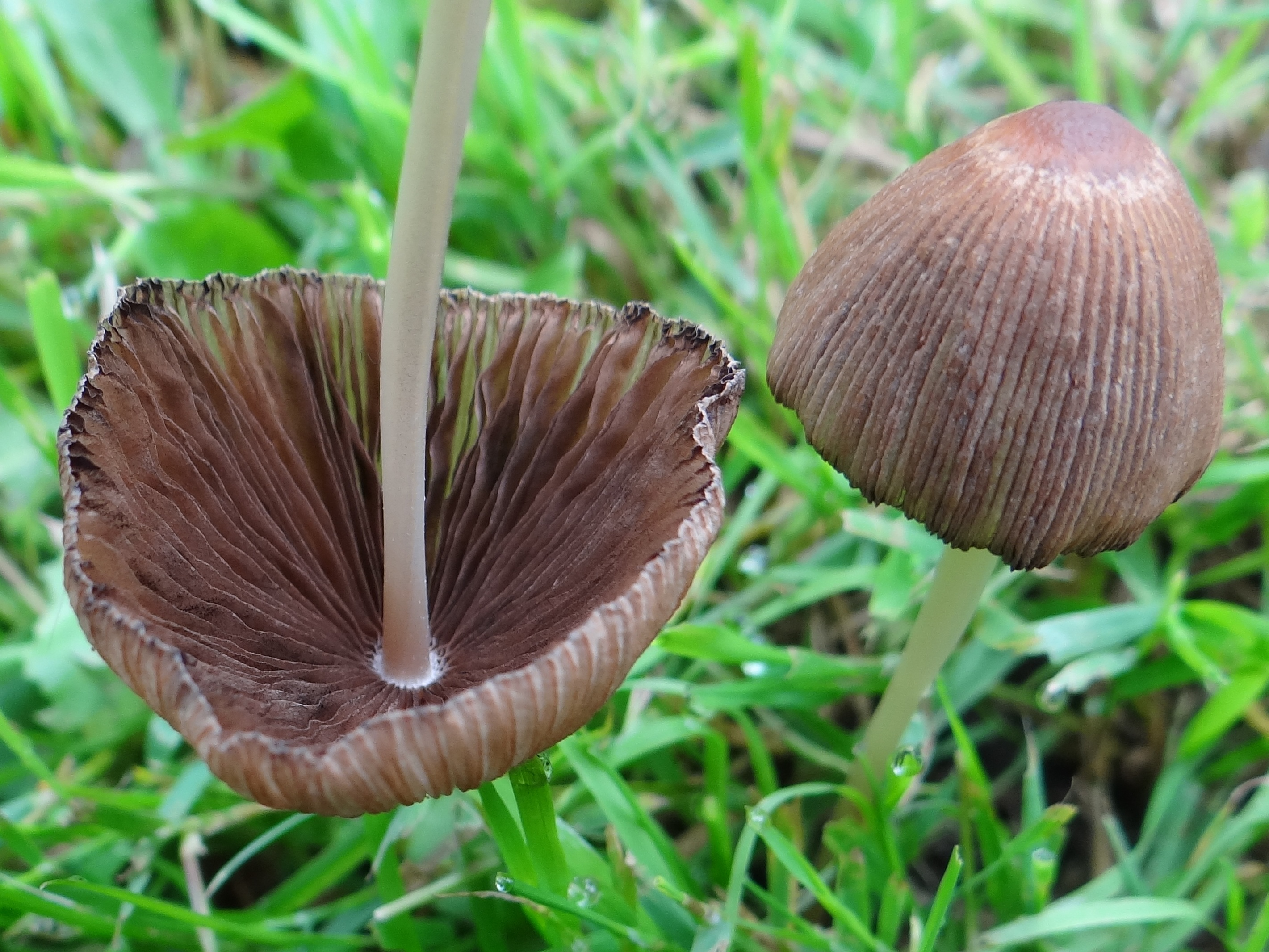
!Coprinellus angulatus!
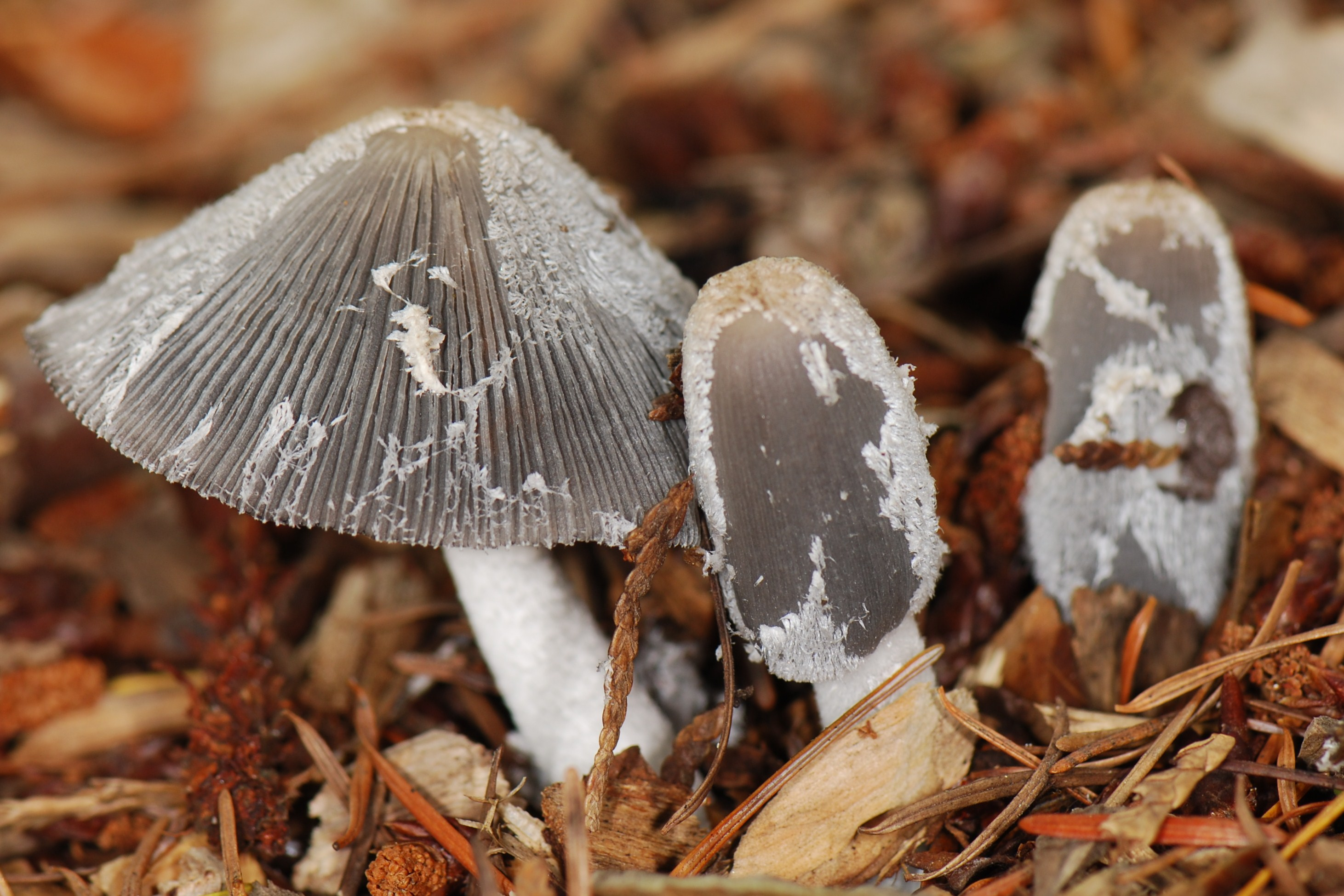
!Coprinopsis lagopus!
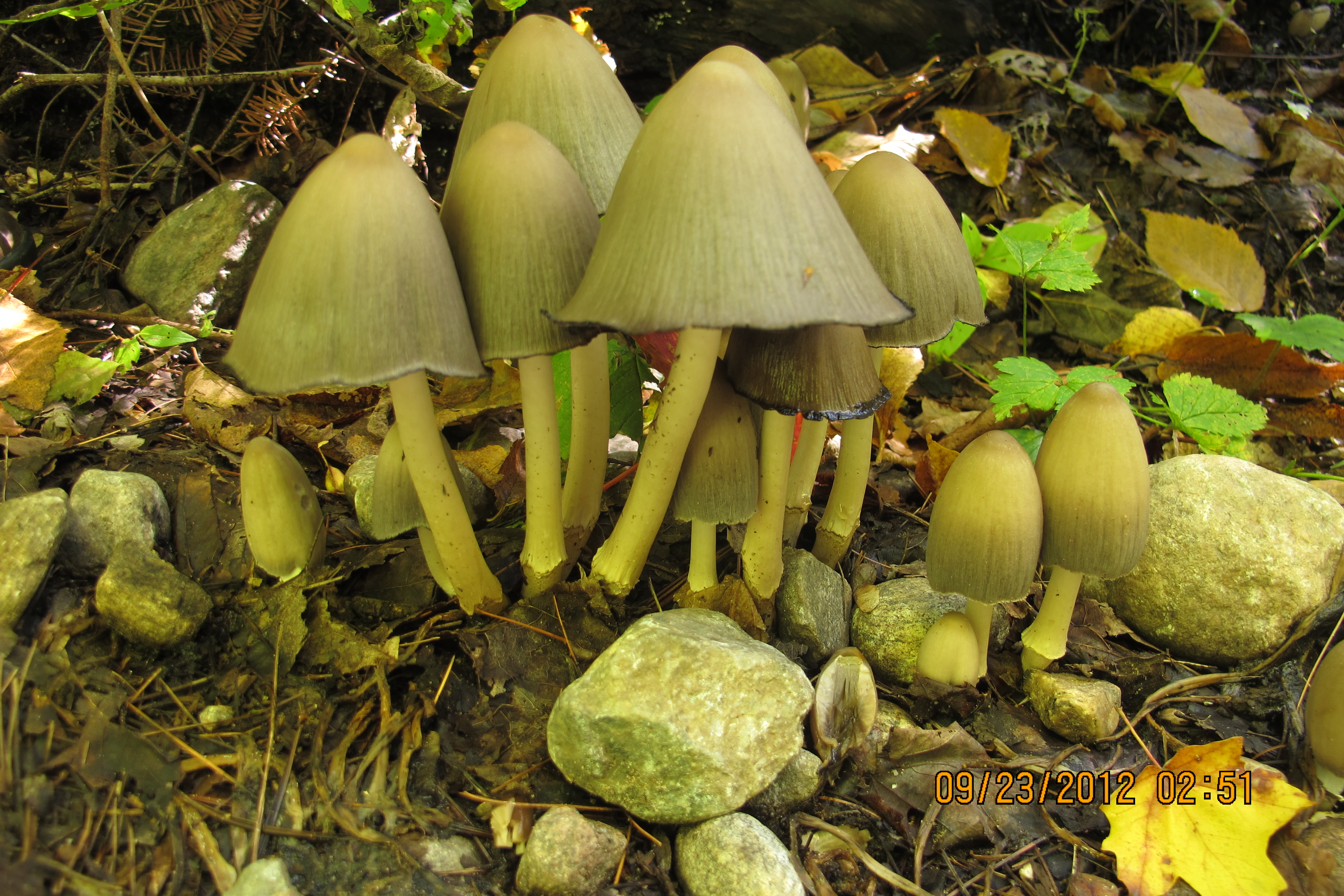
Coprinus acuminatus
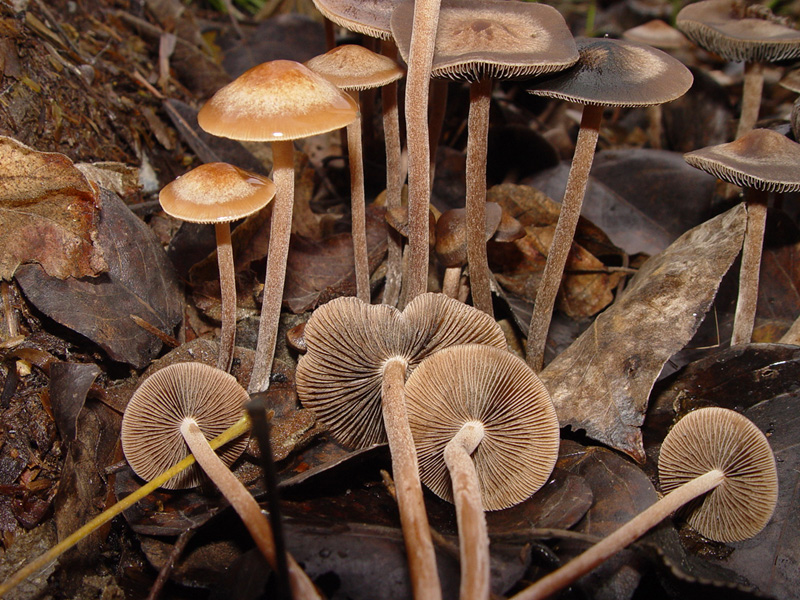
!!Panaeolus cictulatus!!
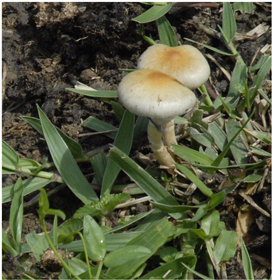
!!Psilocybe cubensis!!
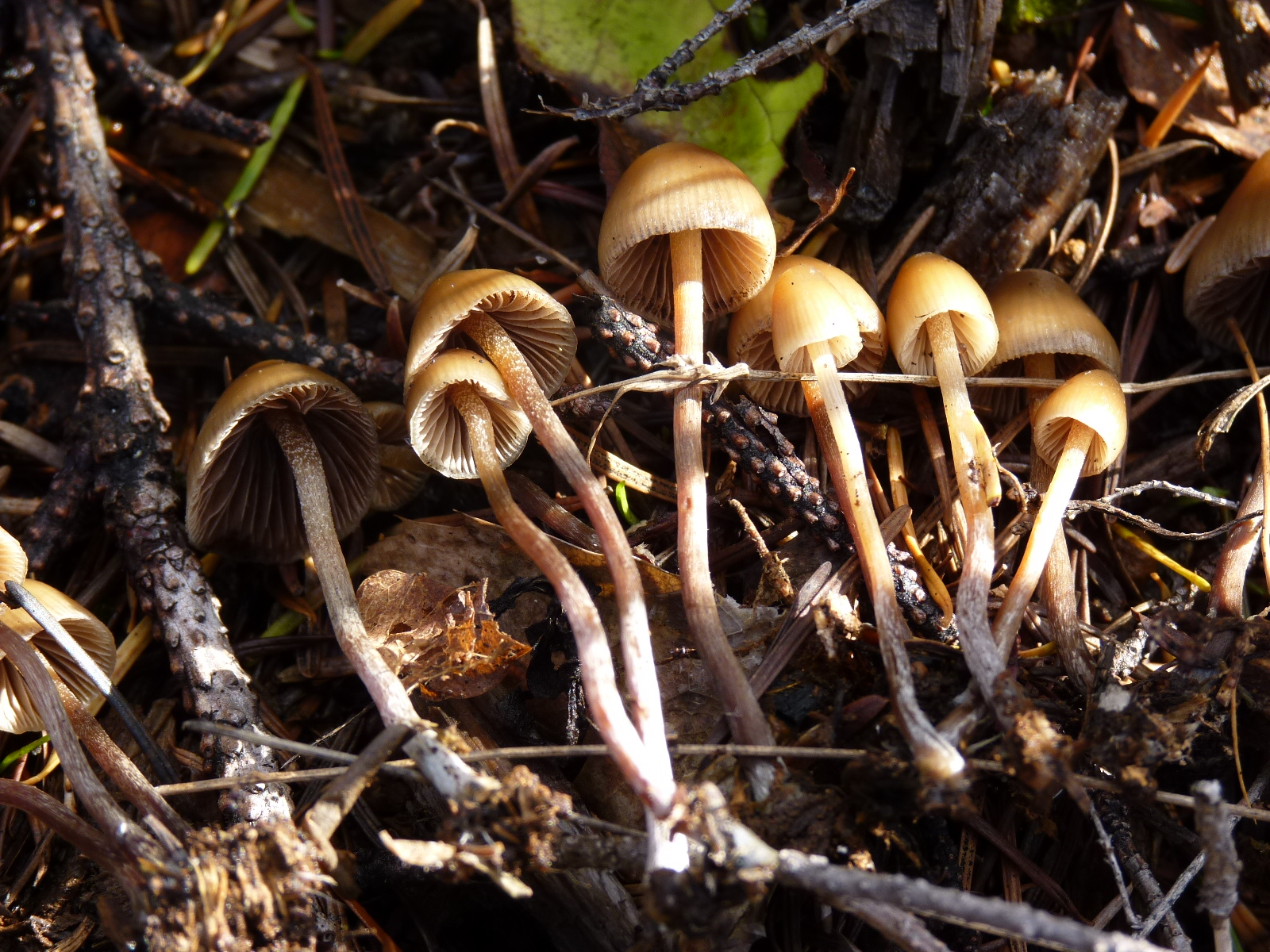
!!Psilocybe pelliculosa!!